# Бровари
Бровари́ (МФА: [brɔʋɐˈrɪ] ( прослухати); раніше інколи Броварі) — місто у Київській області, найбільше місто Київської агломерації після столиці, центр Броварського району та Броварської міської громади.
Бровари вперше згадуються в документальних джерелах року 1628, статус міста надано 1956-го. Починаючи від 1970-х років місто має значну промислову базу. Відтоді Бровари відзначаються високими темпами забудови, станом на 2017 рік місто посідало третє місце в країні за кількістю введеного в експлуатацію житла на одного жителя (поступаючись лише Ірпеню та Бучі).
У місті функціонує значна кількість підприємств з виготовлення взуття, через що його іноді називають «взуттєвою столицею України».
Місто Бровари має свій герб, прапор і гімн. Входить до Асоціації міст України.

## Походження назви
|                                             |
| Загальна карта України (рік видання — 1918) |

|                                          |
| Карта УНР (дата видання — березень 1918) |

Є декілька версій щодо походження назви міста Бровари, найпоширеніша з них від бровар — назви пивоварні в українській мові  XV-XIX ст.  Слово бровар має польсько-німецьку історію (має спільне походження з англ. словами brew і beer), і в XVII ст. воно вже було поширене і на теренах сучасної України. У Словнику української мови XVI – першої половини XVII ст. присутня власна назва у множині Бровари: «отець архиманъдрытъ и капитула... з розныхъ сель... з Пуховой Слободы, з Новоселок, з Броваров... козаковъ Запорозких... моцно, кгвалтамъ, арматно насьлали».
Осадчим Броварів був остерський староста Ян Аксак, який помер у 1627 році, але коли саме були засновано поселення - невідомо. Перша достеменна писемна згадка про Бровари припадає на грудень 1628 р.
На карті України Боплана, яка була створена на замовлення Речі Посполитої у 1630-х роках та видана в 1648 році, Бровари з'явились під польською назвою Brewary. Таке написання зустрічається неодноразово. Згодом, на пізніших картах XVII ст., місто позначалося як Browary. У XVIII латинописними європейськими мовами — Brevari, Brovari, Brewari. У XIX ст. — Brovari, Brovary.
Під час відвідування міста в червні 1654 року сирійський мандрівник Павло Алеппський зазначив, що поселення називалося Бробарі (рос. Бробари — в перекладі з арабської на російську).
За однією з теорій, входячи в місто, люди казали на місцевих: броварі (пивовари в множині). Цієї версії дотримуються броварські краєзнавці Марія Овдієнко та Володимир Гузій. У низці творів Тараса Шевченка, зокрема в поемах Катерина (1839) і Сотник (1849), а також у повістях Близнюки (1855) і Прогулянка з задоволенням і не без моралі (1856), теж вживається назва Броварі.
Т.Г. Шевченко. «Катерина», 1839
Т.Г. Шевченко. «Сотник», 1849
Т.Г. Шевченко. «Близнюки», 1855
(переклад з рос. мови)
Т.Г. Шевченко. «Прогулянка з задоволенням і не без моралі», 1856
(переклад з рос. мови)
Серед карт XVIII —XIX століть зустрічаються як назви Бровари, так і Броварі (рос. Бровари) і Броваркі (рос. Броварки). Також Броварі (лат. Brovari) зустрічаються і серед латинописних карт періоду XVIII—XIX ст..
Остання відома українська карта з позначенням «Броварі» датована 1937 роком, італійська — 1929. Низка броварських краєзнавців вважає, що справжня назва міста — саме Броварі. У навколишніх селах досі переважає вживання назви міста як Броварі та використання назви броварці щодо мешканців міста.

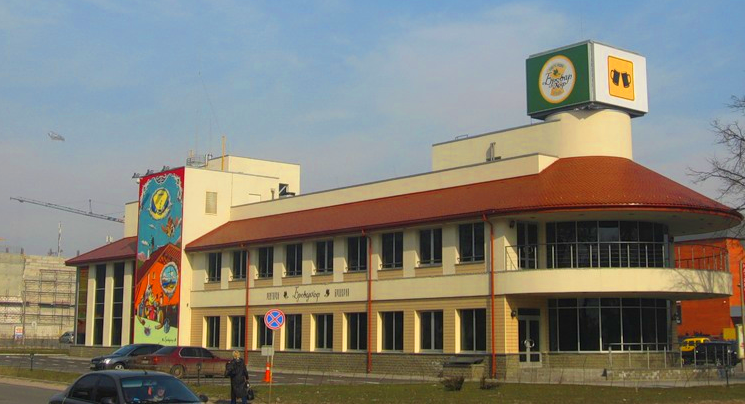
Броварська броварня «Бровар ХоФ»

За іншими джерелами, та теорією краєзнавця Володимира Гузія, назва «Бровари» походить від вислову «браві вори» (сміливі розбійники), про що свідчить сіверський переказ: «Розбійники накрали дівчат (це сіверський звичай — за Нестором-літописцем) і поставили декілька хат. Жінки варили, а чоловіки ходили на здобич. Звідси й назва Борвори. Розбійники займалися броварством. От хто й казав Борвори, а хто Броварі».
Якщо не брати до уваги штучних лінгвістичних утворень, то є переконливий матеріал переказу про бравих ворів. Браві означає хоробрі, славні або дикі за аналогією із словом варвар. Вор означає хитрий, скритний. Цей переказ «Броварі — браві вори» пов'язує в єдине ціле Броварі, що на лузі Вороговище, назву села Заворичі (ті, що живуть за ворами) і древню літописну назву Воровичі.
Розбійницьке минуле міста простежується і у XIX столітті. Тогочасна офіційна влада називала місто Броварі «приютом грабунку і розбою» та «гніздом воров». На версію про розбійницьке минуле перших поселенців Броварів натякає і Тарас Шевченко, у його повісті «Варнак», написаній у 1853 році, головний герой — каторжник, який знаходився у броварському лісі з ножем.
Т.Г. Шевченко. «Варнак», 1853
Транслітерація назви міста іншими мовами:
- Бровары — російська;
- Brovary — англійська і більшість європейських мов (наприклад, французька), що послуговуються латинкою;
- Browary — польська і німецька мови — те саме, тільки замість v усередині w.
- Brovarai — литовська.
- Brovarî — румунська.

22 червня 2023 року Національна комісія зі стандартів державної мови рекомендувала розглянути можливість перейменування Бровари в Броварі, оскільки нинішня назва «не відповідає правописним, словотвірним та словозмінним нормам української мови».
Існують підстави вважати, що населений пункт, утворений декілька століть тому, мав назву Browary. Але вже на початку XX століття топонімічні джерела показують назву Броварі, а згодом — Бровари. Частина мешканців міста наразі вважають, що існуючий варіант є русизмом і вимагають повернути назву Броварі. 27 лютого 2024 року активісти навіть змінили інсталяцію у середмісті, де демонтували частину літери «и». Міська влада наводить свої аргументи і спирається на краєзнавців, які знайшли на карті 1648 року назву Browary, проте цей доказ не обґрунтовується фаховими висновками, бо топонім Browary може бути польським і читається, як БровАри[джерело?].

## Розташування, місцевості таурбаноніми

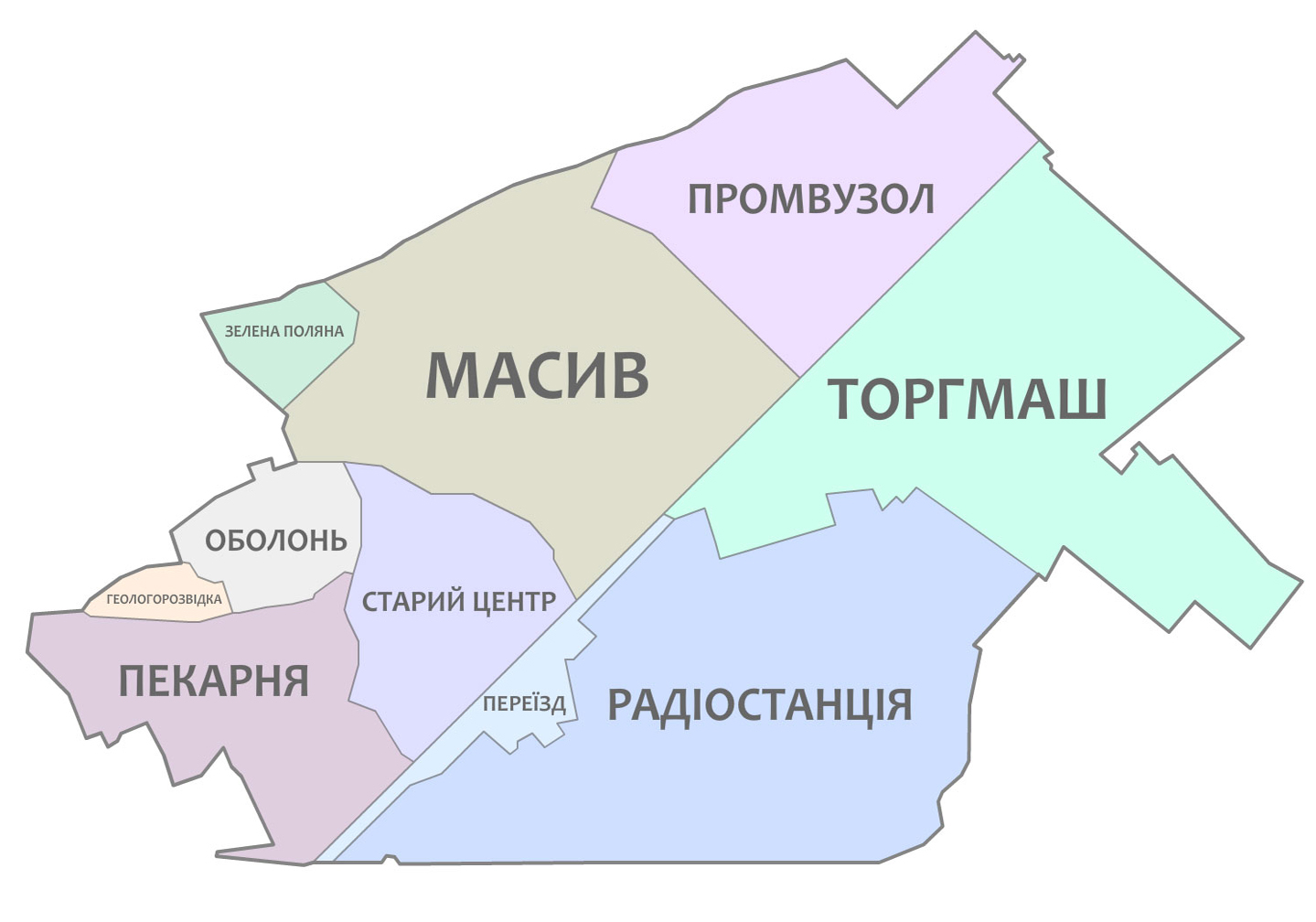
Мапа мікрорайонів Броварів

Місто Бровари розташоване на Півночі України, на заході межує з Києвом, на півночі з Києвом і селом Калинівка, на сході з селами: Перемога, Квітневе і Красилівка, на півдні — Княжичами і Требуховом.
З півночі і заходу місто оточене лісами, переважно хвойними, на півдні і сході — степова зона. Через місто не протікає жодна річка, натомість є кілька невеличких озер загальної площі в 12 га.
Рельєф міста переважно рівнинний, є лише кілька пагорбів. Найвища точка міста — 139 метрів над рівнем моря (вул. Чорних Запорожців, 60Б), найнижча — 106 метрів (вул. Героїв Крут, на місці старого болота).
Територіально місто Бровари поділяється на 10 історичних мікрорайонів.
У Броварах наявно 239 вулиць, 37 провулків, 1 бульвар, 1 дорога, 1 майдан, 1 площа та 3 парки, 1 сквер.

### Клімат
Місто розташоване в помірно-континентальному кліматичному поясі. Пори року чітко виражені. Літо — вологе і тепле, зима м'яка.
На території міста середня температура найхолоднішого місяця зими — січня становить −6,3 °C, а найтеплішого місяця — липня +19,5 °C. Найнижча температура в цій місцевості була зафіксована на позначці −35 °C, а найвища піднімалася до +45 °C. Період із температурами понад +10 °C триває 155—160 діб. Переважна більшість вітрів дме із заходу та північного заходу. У середньому на рік випадає 540—550 мм опадів. Дві третини всіх опадів припадає на теплий проміжок року. Стійкий сніговий покрив утворюється в другій половині грудня і тримається, зазвичай, до середини березня.
Висота снігового покриву сягає 20 см. Влітку часто бувають зливи з грозами, тумани. Взимку — тривалістю до місяця — можуть стояти сильні морози.

## Демографія

### Чисельність населення
За правління Богдана Хмельницького, в 1648—1654 роках місто населяли близько 700 мешканців.
Перший перепис населення Броварів відбувся в 1666 році — тоді було зафіксовано 114 дворів (приблизно 690 чоловік). Відомо, що більшість населення знищили під час набігів московських військ на місто 1658 і 1668 років, тому в другій половині XVII століття місто майже не росло.
Наступний перелік відбувся 1769 року — населення склало 708 мешканців, а після ліквідації Київського полку залишилось всього 486 особи (1784 рік). Потому, упродовж XIX століття під час урбанізації містечка кількість броварчан значно зростало і на 1897 рік склало 4 312 осіб.
В XIX та на початку XX століть великі коливання населення міста відбувались під час мобілізацій до царської армії, наприклад у 1914 році доросле чоловіче населення Броварів зменшилось чи не вдвічі — багатьох мобілізували на фронти Першої Світової війни.
За часів незалежності УНР, 1919 року, коли більшість військовиків демобілізувалася й повернулася по домівках, було зафіксовано 5212 мешканців, але невдовзі місто постраждало від нападу на місто червоної, а потім білої російських армій та влаштованим комуністами репресіями. 1923 року населення Броварів становило 4065 осіб, а вже 1930 року, після нетривалої стабільності НЕПу — збільшилось до 5618 жителів.
Збільшення населення тривало до початку другого голодомору (1932—1933 років), через який від голоду загинуло 134 мешканці Броварів. Надалі, після його закінчення, місто знову почало рости, і на 1939 рік збільшилось до 8905 осіб.
Великої демографічної кризи місто зазнало під час Другої світової війни, коли в Броварах залишилось близько 3000 мешканців, а після закінчення бойових дій, в 1946—1947 роках населення знову зазнало репресій та голодомору від радянської влади. У післявоєнні роки населення збільшувалось швидко (1959 р. — 17 800 містян), лише за час 1960—1969 років воно збільшилось на 13 тисяч осіб, такий високий приріст населення відбувався насамперед завдяки переселення в місто жителів сіл з різних областей України.
У середині 1990-х років місто досягло населення близько 100 тисяч мешканців, наприклад, 1997 рік — 92,4 тисячі осіб, але в наступні роки через низьку народжуваність і високу смертність в країні, Бровари почали втрачати своїх мешканців, і таким чином Перепис населення України 2001 року зафіксував у Броварах лише 86,9 тис. жителів, у подальших 2000-х почалось економічне зростання міста, що призвело до міграції в Бровари, як мешканців інших регіонів країни, так і іноземних громадян. Починаючи з 2010-х років у місті народжуваність перевищила смертність і, крім міграційного росту міста, почався природний приріст.
З початком російського вторгнення в Україну у 2014 році почалась міграція у Бровари жителів окупованих Росією територій, переважно Донецької і Луганської областей. На 2016 рік у місті було зареєстровано 5098 переселенців.
На 2020 рік у Броварах проживає 108 тисяч жителів. Бровари мають найбільшу народжуваність у Київській області та друге місце за чисельністю населення (після Білої Церкви).

### Кількість будинків (дворів)
Наведена історична динаміка зміни кількості житлових будинків у місті Бровари.
| Рік                | 1666 | 1723 | 1769 | 1858 | 1885 | 1891 | 1897 | 1919 | 1923 | 1926 | 1941  | 1943 | 2009  |
| ------------------ | ---- | ---- | ---- | ---- | ---- | ---- | ---- | ---- | ---- | ---- | ----- | ---- | ----- |
| Кількість будинків | 114▲ | 90▼  | 117▲ | 239▲ | 281▲ | 379▲ | 464▲ | 746▲ | 912▲ | 992▲ | 2312▲ | 138▼ | 6617▲ |

### Національний і мовний склад
Абсолютна більшість сучасного населення міста — українці, що проживали тут від початку заснування містечка та сформувалися в основному від східнослов'янського плем'я сіверян. Також в Броварах проживає невелика діаспора росіян і білорусів. У місті переважає українська мова, на другому місці російська, якою розмовляють близько 13 % броварчан.
Російська мова і російська діаспора почала з'являтися в Броварах наприкінці 18 століття, за часів правління Російської імперії та ліквідації Гетьманщини, коли в містечко направляли московських військових відставників, що ставали тут поміщиками і набирали собі у власність українських кріпаків. Одночасно з переселенням росіян у місто, 1802 року, у Броварах почали з'являтися російськомовні школи, а всі україномовні школи були ліквідовані та заборонені, старі книжки староукраїнською мовою замінювались на російськомовні. Русифікація міста тривала понад 200 років, за винятком періоду 1917—1920 років, коли місто контролювала Українська Народна Республіка, та продовжувалась за часів УРСР аж до Незалежності України 1991 року.
До Другої світової війни в Броварах існувала велика єврейська громада, що заселила місто переважно у другій половині XIX століття, поступово переселяючись із заходу після розпаду Польщі, у 1891 році 23,3 % броварчан були євреями (888 чоловік). Частково єврейська меншина емігрувала до Києва під час революційних подій 1917—1921 років, побоюючись гніву броварських селян, оскільки єврейська громада в той час володіла більшістю броварських підприємств і мала значно більші статки і соціальне положення, ніж українці, яких було майже 80 %. Декілька євреїв загинули від єврейських погромів, вчинених росіянами Денікіна, більшовиками, гайдамаками Скоропадського та іншими повстанцями.
Після еміграції до Києва в Броварах частка євреїв складала 10 %, 646 осіб в 1923, 526 осіб у 1926 та 458 осіб в 1939 році. А вже під час Другої світової війни, за 1941—1943 роки майже все єврейське населення було знищене на фронтах та під час окупації німцями самого міста. В 1989 році в Броварах проживало 360 євреїв, в 1999—110.
| Нація    | 1926   | 1939   | 1989   | 2001   | Мова       | 1926   | 2001   |
| -------- | ------ | ------ | ------ | ------ | ---------- | ------ | ------ |
| Українці | 86,2 % | 86,2 % | 80,8 % | 87,4 % | Українська | 84,4 % | 86,4 % |
| Росіяни  | 2,7 %  | 6,7 %  | 16,7 % | 10,7 % | Російська  | 5,0 %  | 12,9 % |
| Євреї    | 10,0 % | 5,5 %  | 0,0 %  | 0,1 %  | Білоруська | —      | 0,2 %  |
| Білоруси | —      | —      | 0,9 %  | 0,6 %  | Вірменська | —      | 0,1 %  |
| Поляки   | —      | 0,6 %  | 0,3 %  | 0,2 %  | Їдиш       | 9,3 %  | —      |

Національний склад населення за даними перепису 2001 року:
| Національність  | Відсоток |
| --------------- | -------- |
| українці        | 87,35%   |
| росіяни         | 10,70%   |
| білоруси        | 0,63%    |
| поляки          | 0,18%    |
| вірмени         | 0,17%    |
| інші/не вказали | 0,97%    |

Рідна мова населення за даними перепису 2001 року:
| Мова            | Чисельність, осіб | Відсоток |
| --------------- | ----------------- | -------- |
| Українська      | 74 483            | 86,44%   |
| Російська       | 11 104            | 12,89%   |
| Білоруська      | 162               | 0,19%    |
| Ромська         | 118               | 0,14%    |
| Вірменська      | 74                | 0,09%    |
| Румунська       | 21                | 0,02%    |
| Болгарська      | 12                | 0,01%    |
| Єврейська       | 11                | 0,01%    |
| Інші/Не вказали | 180               | 0,21%    |
| Разом           | 86 165            | 100%     |

### Політичні настрої
| Кандидат              | % голосів | кількість голосів |
| --------------------- | --------- | ----------------- |
| Віктор Ющенко         | 80,95     | 44 577            |
| Віктор Янукович       | 15,29     | 8422              |
| не підтримую жодного  | 2,80      | 1544              |
| визнані недійсними    | 0,95      | 524               |
| Всього (явка 76,15 %) | 100       | 55 067            |

| Кандидат                        | % голосів 1-й тур | кількість голосів 1-й тур | % голосів 2-й тур | кількість голосів 2-й тур |
| ------------------------------- | ----------------- | ------------------------- | ----------------- | ------------------------- |
| Юлія Тимошенко                  | 36,90             | 18 344                    | 67,33             | 34 362                    |
| Сергій Тігіпко                  | 21,80             | 10 837                    |                   |                           |
| Віктор Янукович                 | 14,82             | 7370                      | 24,26             | 12 384                    |
| Арсеній Яценюк                  | 9,30              | 4624                      |                   |                           |
| Віктор Ющенко                   | 2,97              | 1475                      |                   |                           |
| Володимир Литвин                | 2,35              | 1168                      |                   |                           |
| Анатолій Гриценко               | 2,00              | 992                       |                   |                           |
| Петро Симоненко                 | 1,80              | 894                       |                   |                           |
| Олег Тягнибок                   | 1,70              | 843                       |                   |                           |
| Юрій Костенко                   | 0,24              | 118                       |                   |                           |
| Олександр Мороз                 | 0,22              | 111                       |                   |                           |
| Інна Богословська               | 0,17              | 84                        |                   |                           |
| Василь Противсіх                | 0,17              | 83                        |                   |                           |
| Олександр Пабат                 | 0,13              | 63                        |                   |                           |
| Людмила Супрун                  | 0,08              | 41                        |                   |                           |
| Михайло Бродський               | 0,08              | 39                        |                   |                           |
| Сергій Ратушняк                 | 0,05              | 26                        |                   |                           |
| Олег Рябоконь                   | 0,05              | 25                        |                   |                           |
| не підтримую жодного            | 3,75              | 865                       | 7,49              | 3823                      |
| визнані недійсними              | 1,43              | 275                       | 0,92              | 496                       |
| Всього (явка 65,10 % / 66,27 %) | 100               | 49 714                    | 100               | 51 038                    |

| Кандидат              | % голосів | кількість голосів |
| --------------------- | --------- | ----------------- |
| Петро Порошенко       | 64,44     | 22 166            |
| Юлія Тимошенко        | 14,47     | 4977              |
| Олег Ляшко            | 9,90      | 3405              |
| Анатолій Гриценко     | 3,93      | 1351              |
| Сергій Тігіпко        | 1,68      | 578               |
| Ольга Богомолець      | 1,31      | 449               |
| Вадим Рабинович       | 0,77      | 264               |
| Олег Тягнибок         | 0,59      | 202               |
| Дмитро Ярош           | 0,51      | 176               |
| Петро Симоненко       | 0,47      | 163               |
| Михайло Добкін        | 0,33      | 113               |
| Андрій Гриненко       | 0,24      | 84                |
| Юрій Бойко            | 0,13      | 46                |
| Микола Маломуж        | 0,13      | 45                |
| Валерій Коновалюк     | 0,10      | 34                |
| Ренат Кузьмін         | 0,05      | 16                |
| Володимир Саранов     | 0,04      | 15                |
| Василь Цушко          | 0,04      | 15                |
| Василь Куйбіда        | 0,03      | 12                |
| Олександр Клименко    | 0,02      | 7                 |
| Зорян Шкіряк          | 0,01      | 3                 |
| визнані недійсними    | 0,80      | 275               |
| Всього (явка 65,04 %) | 100       | 34 396            |

| Кандидат                        | % голосів 1-й тур | кількість голосів 1-й тур | % голосів 2-й тур | кількість голосів 2-й тур |
| ------------------------------- | ----------------- | ------------------------- | ----------------- | ------------------------- |
| Володимир Зеленський            | 32,21             | 18 668                    | 66,61             | 37 733                    |
| Петро Порошенко                 | 21,53             | 12 479                    | 30,93             | 17 520                    |
| Юлія Тимошенко                  | 13,35             | 7736                      |                   |                           |
| Ігор Смешко                     | 9,57              | 5545                      |                   |                           |
| Анатолій Гриценко               | 7,67              | 4443                      |                   |                           |
| Юрій Бойко                      | 5,82              | 3375                      |                   |                           |
| Олег Ляшко                      | 2,33              | 1348                      |                   |                           |
| Олександр Вілкул                | 1,89              | 1098                      |                   |                           |
| Руслан Кошулинський             | 1,35              | 782                       |                   |                           |
| Юрій Тимошенко                  | 0,41              | 238                       |                   |                           |
| Олександр Шевченко              | 0,41              | 235                       |                   |                           |
| Геннадій Балашов                | 0,35              | 202                       |                   |                           |
| Ольга Богомолець                | 0,31              | 177                       |                   |                           |
| Валентин Наливайченко           | 0,28              | 161                       |                   |                           |
| Роман Безсмертний               | 0,23              | 134                       |                   |                           |
| Віталій Скоцик                  | 0,13              | 76                        |                   |                           |
| Інна Богословська               | 0,10              | 59                        |                   |                           |
| Юлія Литвиненко                 | 0,10              | 58                        |                   |                           |
| Сергій Тарута                   | 0,09              | 54                        |                   |                           |
| Володимир Петров                | 0,09              | 52                        |                   |                           |
| Юрій Кармазін                   | 0,08              | 49                        |                   |                           |
| Олександр Мороз                 | 0,08              | 47                        |                   |                           |
| Ігор Шевченко                   | 0,08              | 45                        |                   |                           |
| Юрій Дерев'янко                 | 0,07              | 43                        |                   |                           |
| Сергій Каплін                   | 0,04              | 26                        |                   |                           |
| Андрій Новак                    | 0,04              | 26                        |                   |                           |
| Ілля Кива                       | 0,04              | 25                        |                   |                           |
| Віктор Кривенко                 | 0,04              | 25                        |                   |                           |
| Олександр Данилюк               | 0,04              | 21                        |                   |                           |
| Віктор Бондар                   | 0,03              | 20                        |                   |                           |
| Микола Габер                    | 0,03              | 17                        |                   |                           |
| Олександр Соловйов              | 0,03              | 16                        |                   |                           |
| Роман Насіров                   | 0,03              | 15                        |                   |                           |
| Сергій Носенко                  | 0,03              | 15                        |                   |                           |
| Василь Журавльов                | 0,02              | 13                        |                   |                           |
| Віталій Купрій                  | 0,02              | 11                        |                   |                           |
| Олександр Ващенко               | 0,02              | 10                        |                   |                           |
| Аркадій Корнацький              | 0,02              | 10                        |                   |                           |
| Руслан Ригованов                | 0,02              | 9                         |                   |                           |
| визнані недійсними              | 1,03              | 597                       | 2,46              | 1394                      |
| Всього (явка 69,60 % / 67,55 %) | 100               | 57 962                    | 100               | 56 647                    |

| Партія                                             | % голосів | кількість голосів |
| -------------------------------------------------- | --------- | ----------------- |
| Батьківщина                                        | 35,03     | 15 965            |
| Український Демократичний Альянс за Реформи (УДАР) | 26,50     | 12 079            |
| Свобода                                            | 13,27     | 6048              |
| Партія регіонів                                    | 13,16     | 5996              |
| Комуністична партія України                        | 5,97      | 2722              |
| Україна — Вперед!                                  | 1,36      | 620               |
| Радикальна партія Олега Ляшка                      | 1,29      | 589               |
| Наша Україна                                       | 0,79      | 359               |
| Блоку партії пенсіонерів України                   | 0,51      | 231               |
| Партія зелених України                             | 0,48      | 219               |
| Українська партія «Зелена планета»                 | 0,40      | 182               |
| Зелені                                             | 0,30      | 137               |
| Соціалістична партія України                       | 0,22      | 100               |
| Україна майбутнього                                | 0,18      | 81                |
| Рідна Вітчизна                                     | 0,16      | 71                |
| Руський блок                                       | 0,16      | 71                |
| УНА-УНСО                                           | 0,07      | 33                |
| Ліберальна партія України                          | 0,05      | 24                |
| Народно-трудовий союз України                      | 0,05      | 22                |
| Нова політика                                      | 0,04      | 19                |
| Громада                                            | 0,02      | 10                |
| Всього (явка 58,82 %)                              | 100       | 45 578            |

| Партія                                  | % голосів | кількість голосів |
| --------------------------------------- | --------- | ----------------- |
| Блок Петра Порошенка                    | 27,09     | 12 472            |
| Народний фронт                          | 23,01     | 10 592            |
| Об'єднання «Самопоміч»                  | 17,71     | 8152              |
| Батьківщина                             | 5,42      | 2493              |
| Свобода                                 | 5,11      | 2353              |
| Радикальна партія Олега Ляшка           | 4,29      | 1974              |
| Громадянська позиція                    | 3,14      | 1446              |
| Опозиційний блок                        | 2,85      | 1314              |
| Правий сектор                           | 2,79      | 1286              |
| Комуністична партія України             | 1,85      | 853               |
| Сильна Україна                          | 1,79      | 825               |
| 5.10                                    | 0,93      | 430               |
| Заступ                                  | 0,88      | 403               |
| Солідарність жінок України              | 0,41      | 190               |
| Інтернет партія України                 | 0,32      | 149               |
| Партія зелених України                  | 0,20      | 94                |
| Зелена планета                          | 0,19      | 92                |
| Україна — єдина країна                  | 0,17      | 76                |
| Єдина країна                            | 0,10      | 48                |
| Сила і честь                            | 0,07      | 33                |
| Сила людей                              | 0,07      | 32                |
| Національна демократична партія України | 0,07      | 32                |
| Відродження                             | 0,07      | 31                |
| Громадянський рух України               | 0,06      | 29                |
| Ліберальна партія України               | 0,05      | 24                |
| Блок лівих сил України                  | 0,05      | 24                |
| Нова політика                           | 0,04      | 18                |
| Україна майбутнього                     | 0,03      | 14                |
| Конгрес українських націоналістів       | 0,02      | 10                |
| визнані недійсними                      | 1,16      | 538               |
| Всього (явка 57,89 %)                   | 100       | 46 030            |

| Партія                           | % голосів | кількість голосів |
| -------------------------------- | --------- | ----------------- |
| Слуга народу                     | 43,25     | 17 946            |
| Європейська Солідарність         | 13,48     | 5593              |
| Батьківщина                      | 8,64      | 3584              |
| Голос                            | 7,16      | 2972              |
| Опозиційна платформа — За життя  | 6,75      | 2803              |
| Сила і честь                     | 5,74      | 2381              |
| Партія Шарія                     | 2,81      | 1165              |
| Українська Стратегія Гройсмана   | 2,63      | 1092              |
| Свобода                          | 2,04      | 846               |
| Радикальна партія Олега Ляшка    | 1,82      | 755               |
| Громадянська позиція             | 1,43      | 593               |
| Опозиційний блок                 | 1,14      | 471               |
| Рух нових сил Михайла Саакашвілі | 0,84      | 347               |
| Самопоміч                        | 0,63      | 261               |
| Партія зелених України           | 0,41      | 170               |
| Аграрна партія України           | 0,19      | 73                |
| Сила права                       | 0,13      | 54                |
| Сила людей                       | 0,09      | 40                |
| Соціальна справедливість         | 0,08      | 37                |
| Незалежність                     | 0,03      | 14                |
| Всеукраїнське об'єднання «ФАКЕЛ» | 0,02      | 9                 |
| Патріот                          | 0,02      | 8                 |
| визнані недійсними               | 0,67      | 280               |
| Всього (явка 50,07 %)            | 100       | 41 496            |

## Історія

Карта історичної забудови міста Бровари

### До заснування міста
Перші поселення на території Броварів та Броварського району з'явилися в добу неоліту, близько 5000 років до н. е., а першими поселенцями були представники Дніпро-донецької культури, які жили тут з мисливства і збиральництва. Пізніше, близько 3500 років до н. е., на території броварщини існувало поселення трипільців, які прийшли з південного заходу і вперше застосували в околицях майбутнього міста хліборобство та скотарство. Після трипільців на цьому місці мали своє поселення скотарі ямної культури — близько 2500 років до н. е..
З 2200 по 1600 роки до н. е. місцевість населяли представники середньодніпровської культури, також знайдені артефакти комарівської та тшинецької культури (1500—1000 років до н. е.) і пам'ятки багатоваликової кераміки (1500 років до н. е.).
Близько 400 року до н. е. територія Броварів належала скіфам-орачам, а вже року 200 до н. е. землі заселяють перші слов'яни, які пізніше об'єдналися у плем'я сіверян. З IV століття броварські землі входили до першого відомого державного утворення слов'ян — Антського союзу.
Близько 650—750 років землі Броварів поступово перейшли під зверхність Хозарського каганату, з 830 року — Руського Каганату. Вже з 882 року ці землі входили до складу Київської Русі.

### Під владою Русі, Орди, Литви та Речі Посполитої (968—1648)

#### Перша згадка

Польська карта околиць Києва, виготовлена, як додаток до судової справи. Найстаріше відоме зображення міста (близько 1640 року)

Точна дата заснування Броварів не відома. Краєзнавець Дмитро Гамалій вважав, що місто з'явилось близько 1120 року, через належність цих земель до Київської Лаври, достовірних документальних підтверджень цієї дати немає. Поселення, що існувало на цьому місці в часи Київської Русі ймовірно мало інше назвище, яке не збереглося.
Припущенням існування Броварів в XII столітті є датований 1151 роком Лаврентіївський літопис, що згадує про Андрія Боголюбського, котрий проходив через місто: Перебреде Дніпро на Воровичі і іде на Городок. Це підтверджує, що Бровари лежали на древній торговельній дорозі, яка вела до переправи через Дніпро по мосту, що його збудував Володимир Мономах. Дорога йшла на літописне місто Воровичі, Бровари, Заворичі. Тобто Бровари розкинулись поблизу східного торговельного «Залозного» шляху до Києва та були форпостом разом з Княжичами по берегах озера Світловщина, а першими броварцями були сіверяни-розбійники.
Після Хрещення Русі 988 року од князя Володимира, в XI—XII століттях, було знищено удільне князівство з центром Княжичі — Броварі, а його місцевість передано Печерській лаврі. Постають стабільні монастирські села, процвітає монастирське господарство. Але центр давнього удільного переяславського малого князівства переноситься в розбудований Остерський городок. На багато сотень років Бровари поступилися своєю першістю Остру. Броварські землі закріплюються за Київським князівством.
Близько 1050-х років на річці Альті, яка в той час брала свій початок на північному сході Броварів, у межах сучасного села Квітневе й міського промислового вузла було збудовано систему укріплень — «градів», що була обороною жителів Київської Русі від набігів половців.
Також відомо, що в XII—XIII століттях на півдні міста біля озера Світловщина (сучасного болота) існувало невелике поселення рибалок, які прийшли з Княжичів. У ті часи броварські землі були не врожайні, тому перші поселенці удавались до рибальства, мисливства й збиральництва.
Восени 1240 року, після монгольської навали на Русь та зруйнування Києва броварські землі на 120 років переходять у залежність Золотої Орди. В цей час всі поселення на території сучасного міста знищуються.
Після Битви на Синіх Водах, у грудні 1362 року, коли литовське військо на чолі з Ольгердом перемагає військо Золотої Орди, броварські землі в складі Київського князівства переходять до Великого князівства Литовського.
У 1414 році Лавра повертає свої дотатарські задніпровські володіння на броварських землях, коли литовський князь Вітовт передає Києво-Печерській лаврі володіння навколо Києва. За іншим джерелом, ці землі переходять до Лаври після смерті князя Дмитра Сокири в 1440 році. Приблизно з цього часу відбувається поступова відбудова поселень на місці Броварів.
Під час повстання Руського князя Свидригайла проти Польщі та Литви 1432—1435 років, броварські землі входили до Великого князівства Руського.
Вже 1462 року в Броварах ймовірно була збудована перша церква лаврських селян — Святої Троїці, достовірно відомо, що вона була відбудована після пожежі 1631 року. Церква знаходилась на сучасній вулиці Старотроїцькій.
1569 року внаслідок Люблінської унії, що об'єднала Королівство Польське та Велике князівство Литовське у Республіку Обидвох Народів — Річ Посполиту на території Броварів починає поширюватися польський вплив.
1593 рік — ймовірна дата розбудови Броварів Свято-Троїцьким монастирем. Ймовірно, що саме в цей час, у кінці XVI століття, Бровари отримали свою нинішню назву, що вживалася паралельно з назвою Броварі.
Перша офіційна документальна згадка про Бровари — 2 серпня 1630 року у скарзі митрополита Рутського на архімандрита Києво-Печерського Петра Могилу. В деяких інших джерелах стверджується, що перша згадка — 1628 або 1629 рік. У той час це був невеликий населений пункт, у якому нараховувалося близько 100 будинків і проживало 700 осіб. В основному, селяни займалися полюванням, землеробством, а заможніші козаки — виноробством та пивоварінням. Більша частина Остерського староства Речі Посполитої, до якого входили і Бровари, належала князю Яремі Вишневецькому. Про те, що місто було вже досить відоме на початку XVII століття свідчать мапи французького інженера Гійома де Боплана, та польських картографів де вони зазначали Бровари.

### Під владою Гетьманщини (1648—1764 роки)

#### Броварські козаки та війна за незалежність України
З початком визвольної війни українського народу 1648—1654 років під проводом Богдана Хмельницького князь Ярема Вишневецький укріпив Бровари, збудував великий польський палац-фортецю з земляними валами, зосередив тут озброєний 50 гаківницями та 2 гарматами загін.
|                                                      |
| Бровари на карті Боплана (1648 рік) (північ — внизу) |

|                                                                      |
| План укріплень Броварів на карті Боплана (1650 рік) (північ — внизу) |

|                                                            |
| Бровари на карті Covens & Mortier (середина XVII століття) |

Отримавши Універсали від Хмельницького, у червні 1648 року, броварчани повстають, оголосивши себе козаками, вони виходять з-під ярма Речі Посполитої і знищують польський загін. Місто вперше стає незалежним.
В січні 1649 року у Броварах створюється Броварська козацька сотня, першим сотником якої був Федір Ведмідь, козаки розбудовують місто, допомагають селянам, а також будують нову, другу в містечку, церкву, що отримала ім'я Петра і Павла. В складі гетьманського війська броварські козаки вирушають на північні кордони України, де 31 липня вони вступають в бій з польсько-литовським військом під Лоєвом.
Зборівський договір, що був підписаний з поляками 8 серпня 1649 затвердив кордони нової української держави козаків — Гетьманської України, Бровари, разом зі своєю сотнею стали частиною Київського полку.
У 1650 році в Броварах, крім власної Броварської сотні, з переселенців із Правобережжя починає формуватися ще одна сотня Київського полку, проти чого виступили монахи Києво-Печерської лаври та Микільського монастиря, оскільки їх землі відійшли під розташування сотні. Богдан Хмельницький, якому була потрібна підтримка православної церкви, йде назустріч скаргами впливових київських ченців і ліквідовує сотню.
У цей час місто стає відомим центром торгівлі, тут проводяться ярмарки і базари, куди з'їжджався люд з навколишніх земель, привозили різноманітні товари. В містечку зупиняються делегати з Речі Посполитої, Московського царства, різні релігійні діячі.
Період незалежності і війни з Річчю Посполитою 1648—1654 років у Броварах був доволі спокійним, єдиний небезпечний випадок стався 13 серпня 1651 року, коли Бровари із сторони Києва прикривали 4 тисячі козаків від нападу на місто 55 тисячних Польсько-литовських військ, які увійшли 4 серпня в Київ і могли піти на лівобережжя. Але війська противника так і не рушили на містечко, а через місяць у Білій Церкві Гетьманщина уклала мирну угоду з Річчю Посполитою.

#### Союз та війна з Московією
Березневі статті 1654 року, що стали наслідком Переяславської ради підписані між Гетьманщиною і Московією перевели Бровари, разом з всією Україною під протекторат Москви. 20 січня 1654 року місто відвідала московська делегація на чолі з воєводою Василем Кікіним і змусила присягнути на вірність своєму царю. Вже через 3 роки після вимушеної присяги, козаки переглянуть своє рішення, вийдуть з-під московського протекторату і підпишуть у Корсуні союзний договір зі Швецією, а ще через рік, через бездіяльність шведів — у Гадячі укладуть союзний договір з Литвою і Польщею.
10 (20) червня 1654 року в місті зупинявся Павло Алеппський, у своєму мандрівному щоденнику він записав:
Павло Алеппський, 1654
22 січня 1656 року гетьман Богдан Хмельницький видає універсал київському полковнику Павлу Яненко-Хмельницькому про повернення Броварів Київському Троїцькому Лікарняному монастирю. Вже 27 липня 1657 року Гетьман помирає від тривалої хвороби. Московія використовує цей момент для свого втручання в справи Гетьманщини та взяття під свій контроль територій України. В серпні з Москви надійшло повідомлення, що царські воєводи візьмуть на себе адміністративні, арбітражні та судові функції і розпочнуть підготовчу роботу щодо введення московського врядування в Україні, починається Руїна.
На Корсунській раді, яка відбулася 21 жовтня 1657 року, обирають нового гетьмана, Івана Виговського, він займає позицію незалежності Гетьманщини. Нового гетьмана підтримують і Бровари. Москва реагує на цю подію миттєво, вже 24 жовтня вони порушують українсько-московські домовленості та укладають Віленське перемир'я з Річчю Посполитою. Одночасно Московія підкупом переманює на свій бік частину козацької старшини, завдяки чому в грудні 1657 року організовують промосковське повстання Пушкаря та Барабаша, починається перша гібридна Московсько-українська війна.
3 та 4 квітня 1658 року виходять укази московського царя про призначення своїх воєвод у Білу Церкву, Корсунь, Ніжин, Полтаву, Чернігів та Миргород, а 6 квітня — указ про призначення боярина Василя Шереметьєва головою нової московської адміністрації в Україні, який прибуває у Київ у червні 1658 року.
23 серпня 1658 року Бровари зазнають першої атаки. За наказом графа Шереметьєва московські війська на чолі з полковником Корсаком, висуваються з Києва, входять у Бровари, руйнують місто і закатовують місцевих жителів, які підтримували нового козацького Гетьмана, Івана Виговського.
Записки московського посла Василя Михайловича Кікіна від 2 вересня 1658 року
24 серпня, на підмогу Шереметьєву йде промосковський загін Якова Барабаша, але за 17 км від Броварів у Гоголеві його зупиняють та розбивають війська Виговського.
21 вересня 1658 року московський цар Олексій видає грамоту з оголошенням про початок воєнних дій проти гетьманських військ, війна з гібридної переростає у повномасштабну. В Україну вступає велике царське військо, яке налічувало від 70 до 100 тисяч осіб.
6 січня 1659 року, після підписання Гадяцького союзу з Річчю Посполитою, Король Польщі Ян Казимир відправляє під Бориспіль на допомогу гетьману Івану Виговському польські війська на чолі з Якубом Потоцьким, з волохами і сербами. Шереметьєв з Києва виставляє проти них свої війська. В липні того ж року, між Броварами та Борисполем, польські війська завадили московському війську зруйнувати Бориспіль. Після переможної Конотопської битви, більшість московських військ відступили і залишили територію Гетьманщини, Бровари, як і інші козацькі містечка почали відбудовуватись.
Після Виговського, 11 вересня 1659 року, до влади в Україні приходить син Богдана Хмельницького — Юрій. Він передає українські землі включно з Броварами спочатку під протекторат Московії (1659 року), а потім під протекторат Польщі (1660 року), який так і не був реалізований у місті. Цим він розпочав поділ Гетьманщини на правобережну і лівобережну. У січні 1663 року Юрій Хмельницький зрікся гетьманської булави, а його наступники Яким Сомко, Павло Тетеря та Іван Брюховецький лише продовжували ділити Україну навпіл, одночасно оголошуючи себе гетьманами та приймати протекторат то Московії, то Речі Посполитої.
За час козацьких міжусобиць кілька разів Броварам вдалося на деякий час звільнитися від московського протекторату, це сталося в 1661 році, коли відправлені гетьманом Юрієм Хмельницьким козацькі війська Григорія Гуляницького, просувалися через місто на Чернігів, та взимку 1663—1664 років, коли спільні війська Яна Казимира, Павла Тетері і Івана Богуна рухались на Новгород-Сіверський.
Остаточно поділ України затвердило у 1667 році Андрусівське перемир'я між Московським царством і Річчю Посполитою, що офіційно розділило Гетьманщину на правобережну і лівобережну, Бровари, що розташовувались на лівому березі Дніпра увійшли під протекторат Московського царства. Тоді ж Броварська сотня увійшла до складу Київської сотні у зв'язку з розширенням меж останньої, оскільки київські землі розділили навпіл і їх частина відійшла Речі Посполитій.
Більшість броварчан стають не задоволені московській окупації Гетьманщини, у січні 1668 року на старшинській раді в Гадячі Гетьман Іван Брюховецький висловився за ліквідацію московської влади в Гетьманщині та перехід України під османський протекторат. Козацька рада прийняла цю пропозицію, вже у лютому 1668 року в ході всеукраїнського повстання місто виходить з-під контролю Московії. Через декілька днів московські війська, які розміщувалися у Києві, входять у місто і ще раз руйнують Бровари та страчують непокірних Москві мешканців. Лише частина повсталих броварських козаків змогла вцілити поблизу Гоголева, і дочекалася підмоги від Гетьмана Дорошенка.
Під час цього нападу було вирізано майже все українське та білоруське населення міста, про що Гетьман Іван Брюховецький повідомляв у своїх листах сотнику Калатнаєвському та донським козакам.
Лист Гетьмана Івана Брюховецького сотнику Калатнаєвському від 11 лютого 1668 року
Лист Гетьмана Івана Брюховецького Донським козакам від 14 лютого 1668 року
Після цього містечко, ще довго не могло відбудуватись, населення міста в 700 осіб, що проживали до вторгнення московських військ 1658 року, змогло досягти аж в 1769 році.

### Під владою Російської імперії (1764—1917 роки)

#### Бровари під владою Києво-Печерської лаври та ліквідація Гетьманщини
3 травня 1680 року, Бровари із всіма навколишніми селами остаточно перейшли у власність Києво-Печерської лаври. 1686 року володіння Лаври передають з Київської митрополії до Московського патріархату. Після цього, між броварськими козаками і новими власниками київських монастирів відбувалися постійні сутички і суперечки, які в 1760-х—1770-х роках перетворилось в «тихе» закріпачення селян релігійною верхівкою нового Московського патріархату.
В кінці XVII століття, на півночі Броварів, в урочищі Липовщина (на місці сучасного заводу порошкової металургії) існував трактир, у якому часто бував та одружився з донькою зазимського козака Марією, полковник Фастівського полку Семен Палій. 1703 року встановлено поштову дорогу Київ — Москва, що пролягла через Бровари.
Під час боротьби за незалежність Гетьманської України від Московського царства під проводом гетьманів Івана Мазепи та Пилипа Орлика 1708—1711 років Бровари залишились осторонь від повстань, ймовірно, цьому сприяли попереднє винищення, нестача військових сил та страх перед московською каральною експедицією проти українців, яка розпочалась у сусідньому Києві.
Розташування Броварів при торгових дорогах зумовлює тут функціювання ярмарку. В 1750 році сюди везли з навколишніх сіл: хліб, сіль, дьоготь, шапки, кожухи, чоботи, коней і худобу. Впродовж XVIII століття містечко відвідували такі відомі люди як: політичні діячі Російської імперії та зарубіжжя — цариця Катерина ІІ, венесуельський політик Франсіско де Міранда, данський посол Юст Юль, французький вчений-мандрівник Жільбер Ромм, французький дослідник Домінік П'єр Де ля Фліз та багатьох інших.
У 1760 році Лавра мала в місті свою винокурню на 3 казани, де щорічно вироблялося 1000 літрів горілки, її продавали у трьох монастирських шинках.
1762 року в містечку будується третя в місті церква — Вознесенська, яка була розташована біля Казенного болота. Розібрали храм у тому ж столітті, а його книги та ікони передали до Свято-Троїцької церкви.
1764 року наказом імператриці Катерини ІІ інститут гетьмана було скасовано, а ще через рік Гетьманщину реформовано в Малоросійську губернію, таким чином було знищено козацтво і у місті Бровари. А 3 травня 1783 року було запроваджувалося кріпацтво, що змусило броварчан стати рабами російських поміщиків. Після указу російської імператриці Катерини ІІ від 10 квітня 1786 року частина броварських монастирських володінь перейшла у казенне відомство.
На 1777 рік через Бровари проходить поштовий тракт на Глухів. Для поштарів-гінців тут знаходяться два павільйони по 4 коней.
У документах за 1787 рік записано, що в Броварах проживає 487 мешканців — кріпаків і казенних селян, тут також знаходиться маєток секунд-майора Кабатова. Жителі в основному козаки, решта — піддані Києво-Печерської лаври, під ігуменом Троїцько-Больничного монастиря доглядають хворих і немічних монахів. Лежить на низькому місці, земля для обробітку не годиться.
У 1770—1780-х роках було відремонтовано московські дороги, прокладено нову поштову дорогу на Бориспіль, Полтаву, так в місті з'явилась розвилка, що з часом стала новим центром міста. Там знаходилися заїжджі двори та шинок.1802 року Бровари стають волосним центром в Остерському повіті.
У 1802 році у Броварах в утриманні полковника Олексія Будлянського була поштова станція на 27 коней (21 поштових і 6 кур'єрських), з яких він отримував 2610 рублів на рік.
До 1804 року, після царського указу в Броварах як і у всіх українських містечках закриваються всі українські школи грамотності при церквах, починається русифікація та маргіналізація населення. Якщо при Гетьманщині у 17-18 століттях більшість населення містечка було грамотним та писемним, то вже у 1860-х роках більшість місцевих жителів не вміли ні писати, ні читати. Замість українських шкіл 1802 року у Броварах відкрили одну російську однокласну парафіяльну школу, церковнослов'янські і давні українські книги замінили російськими.

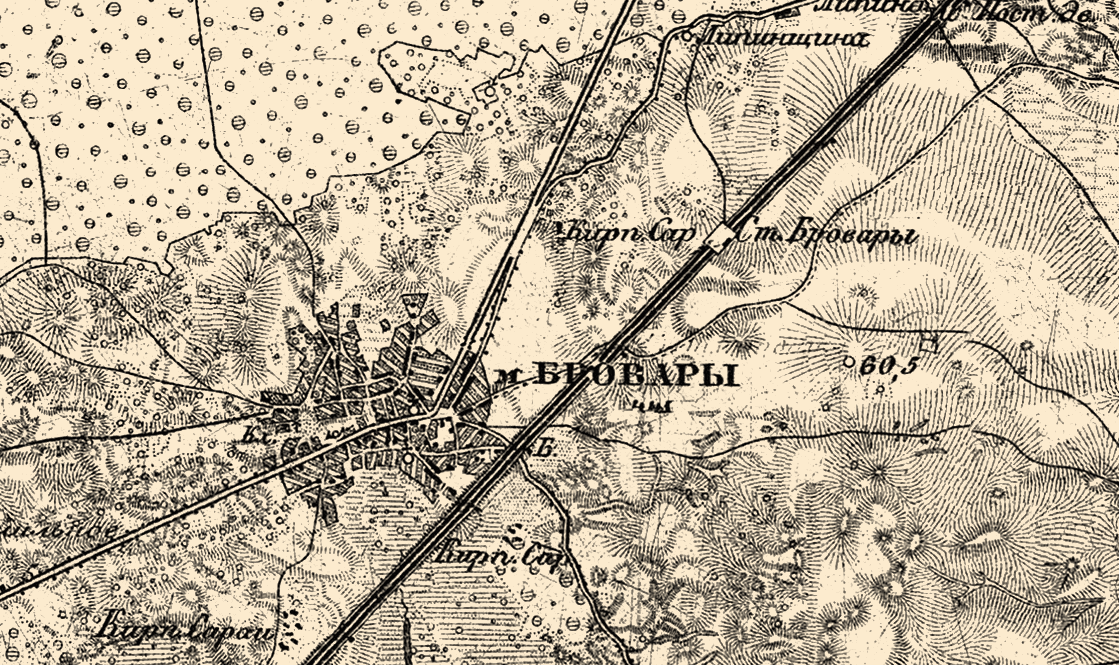
План міста Бровари 1868 року

У ніч з 7 на 8 серпня 1814 року у місті трапилася велика пожежа, під час якої згоріла дерев'яна церковна дзвіниця Петропавлівського храму, 22 будинки, та загинуло 16 броварчан, серед них — козаки Тонкий і Гаврило Гвозданий із сином, які рятували церковне майно. На місці дзвіниці було збудовано капличку, що збереглася до 1930-х років.
У 1823 році Петропавлівська церква була збудована на новому місці (тепер тут середня школа № 1), для будівництва використали матеріали зі старої церкви, та церкви у селі Ярославка, яку за 100 рублів броварчани викупили, ще у 1799 році. У 1900—1902 роках церква була перебудована і в такому вигляді дійшла до 1937 року, коли її остаточно знищили. Біля храму був цвинтар приходу.
Свято-Троїцька церква у середині 1850-х уже була в аварійному стані, тому у 1859 році їй збудували нове приміщення (нині на цьому місці площа Т. Шевченка). Неподалік біля неї було встановлено пам'ятник царю Олександру ІІ. Крім православних храмів в Броварах існував Єврейський молитовний будинок.
1817 року в містечку була побудована нова поштова станція, яка вже на 1851 рік мала у своєму обслуговуванні 45 коней. Ймовірно, що перша броварська поштова станція була побудована раніше, у 1780-х роках, а 1817 року вона була вже відбудована.
У 1836 році розпочато будівництво 14-кілометрового шосе, яке з'єднало Бровари з лівим берегом Дніпра, а пізніше, у 1853 році, шосе з'єднали з правобережним Києвом Ланцюговим мостом. На світанку 14 серпня 1859 року диліжансом саме через цей міст по броварському шосе виїхав до Петербурга український поет Тарас Шевченко. Цією ж дорогою 19 травня 1861 року поет повернувся назад уже в домовині.
Згідно з відомістю про міста Остерського повіту 11 вересня 1845 року значилось: в Броварах проживає 573 особи чоловічої статі, відбувається дві ярмарки. Перша на Трійцю (тривалість 4 дні), друга — 25—30 жовтня. Грошовий обіг першої ярмарки становить 5000 рублів 35 копійок, другої — 2000 рублів. Ярмарки належать поміщикам та казенним селянам.
Станом на 1859 рік у козацькому містечку, центрі Броварської волості Остерського повіту Чернігівської губернії, мешкала 1241 особа (592 осіб чоловічої статі та 649 — жіночої), налічувалось 239 дворових господарства, існували 2 православні церкви, молитовна єврейська школа, поштова станція, відбувались 2 ярмарки на рік та базари.
При Броварській церкві Петра і Павла 1860 року було відкрито церковно-приходську школу.

#### Скасування кріпацтва і промисловий переворот у Броварах
Скасування кріпацтва 1861 року зумовило бурхливий розвиток господарського життя. За наступних десятиріч населення міста зросло у кілька разів.
17 грудня 1868 року Бровари було з'єднано залізничним сполученням з Москвою і Санкт-Петербургом, за два роки до сполучення Києва, до 17 лютого 1870 року у Броварах функціював головний Київський залізничний вокзал, з якого відправляли пасажирів до Києва диліжансами.

Посадка військ у вагони перед відправкою на Російсько-турецький фронт на станції Бровари (1877 рік)

Забудова Броварів на малюнку Віктора Васнєцова (1885 рік)

В ці часи Бровари набирають все більше міських рис розвитку.1877 року в містечку відкривається перша аптека, її власник В. О. Спиридонов. 1879 року в місті відкрито першу фабрику — канатну, її заснував купець Сумароков, вже 1884 року канатних фабрик було дві, наступну заснував купець Шилін. У 1880-х роках на території міста вже діють 4 борошномельні млини, лісопильня та підприємства для виробництва колісної мазі.
Станом на 1897—1898 роки у Броварах налічувалось 464 двори, де жили 4312 мешканців. Діяла церковно-приходська школа, згодом була побудована земська початкова школа, яка у 1896 році перетворена на двокласне сільське училище. Через сім років, в 1903 — в ній вже навчалося 208 учнів, викладання велося російською мовою. В 1897 році у Броварах відкрито сільську бібліотеку.

Облаштована астрономічна обсерваторія Вільяма Кемпбелла в Броварах (1914 рік)

З 1890-х по 1910-ті роки в Броварах почали з'являтися і заклади відпочинку та невеличкі підприємства:
- 1898 року міщанин Шперлінг відкриває «Заведение по изготовлению прохладительных напитков».
- 1898 року міщанин Слободін збудовує «Заведение по изготовлению шипучих вод».
- 1898 року Д. Брикер створює «Заведение по выделке колесной мази».
- 1901—1902 роках міщанин Фейгін звів у містечку маслоробню.
- 1904 року А. Янискор будує миловарний завод і завод з переробки кишок із салотопнею.
- 1906 року в Броварах запрацював паровий млин, його власником був І. Самойленко, добовий вихід борошна — 11 470 кг[102].
- 1907 року міщанин І. Ієрусалимський будує чавуноливарний завод, орендуючи землю у А. Пономаренка.
- 1907—1908 роках відкриває свій заклад «газованих вод» міщанин Ейстрах.

Бензотрамвай Київ-Бровари

На початку XX століття у Броварах працювало три скотобійні, працювало 70 кустарів — ковалів, слюсарів, шевців, теслярів, бондарів, гончарів та інших, 45 робітників працювали на броварських заводах, що належали євреям. До початку 1910-х від Броварів до Києва ходили диліжанси. З 1913 року курсував мототрамвай Київ — Бровари з двигуном внутрішнього згоряння, проте вже у 1917 році через страйк залізничників рух мототрамвая на деякий час припинили. Власником управління Києво—Дарницького—Броварського мототрамвая було акціонерне товариство на чолі з київським мільйонером Апштейном.
1901 року Я. Беркович відкриває у Броварах аптеку, а в 1913 році випускниця медичного факультету Київського університету З. Рубінштейн відриває зуболікарський кабінет. З 1904 по 1942 роки у Броварах працював лікар Ісаак Фельдман. Він приймав пацієнтів у лікарні, що була на місці сучасної дитячої лікарні. Тепер там встановлено меморіальну дошку.
У 1913 році в районі, де зараз розташована Київська птахофабрика, було закладено військовий аеродром, де проходили навчання авіаторів. У серпні 1913 року під час військових маневрів тут знаходилась третя авіаційна рота, якою командував полковник Боресков.
З початком Першої світової війни, 1914 року, близько половини чоловічого населення міста було мобілізовано на східний фронт у лави Російської імператорської армії.
21 серпня 1914 року в Броварах споглядав сонячне затемнення американський астроном Вільям Кемпбелл, який розмістив свою лабораторію з обладнанням на дачі поміщика Лавровського. Науковець перебував у місті з середини липня.
1916 року — в містечку створюється телеграфна контора і сільськогосподарський банк взаємного кредиту.

### Під владою УНР та Української Держави (1917—1920 роки)

#### УНР та Радянсько-українська війна
Буремні події 1917 року кардинально змінили уклад життя броварчан, розпад Російської імперії дав шанс на незалежність України від Росії. Вже з березня 1917 року Бровари формально підпорядковувалися Українській Центральній Раді у Києві. З проголошенням Першого Універсалу 23 червня 1917 року Бровари офіційно входять в Українську автономію. В цей час в місті створюється загін громадського порядку.
20 листопада 1917 року було проголошено створення Української Народної Республіки зі столицею в Києві, але її існуванню загрожувала небезпека, вже 21 грудня 1917 року на територію України війною увійшла червона армія радянської Росії, що швидко просувалась до столиці, на шляху якої були і Бровари.
22 січня 1918 року відбулося остаточне проголошення незалежності Української Народної Республіки від Росії, що надало небагато часу для розбудови нової держави, 30 січня 1918 року Симон Петлюра отримав на станції Бобрик Броварської волості звістку про бій під Крутами, саме тут він дав клятву боротися за самостійну Україну до кінця.
В Броварах в цей час, під впливом радянської агітації збунтувався полк імені Наливайка (1400 осіб), намагаючись стати на бік більшовиків і перекрити Петлюрі та українським військам шлях відступу до Києва, де почалось збройне повстання більшовиків. Але сотня січових стрільців під командуванням Романа Сушка в кількості 200 осіб роззброїла його, 60 бійців того полку приєдналось до українського війська, інших розпустили по домівках. У Наливайківців зібрали 2500 рушниць, 75 кулеметів, 8 гармат та велику кількість різного військового майна. Частину цього майна було знищено, щоб не допустити заволодіння зброєю ворогом. Після роззброєння бунтівників штабний вагон Петлюри разом з військами рушив з Броварів до Києва.
1 лютого 1918 року, під натиском червоноармійців, армія УНР відступила до Києва і Бровари були окуповані радянською Росією, у містечку була встановлена комуністична влада, на чолі з А. П. Березкою.

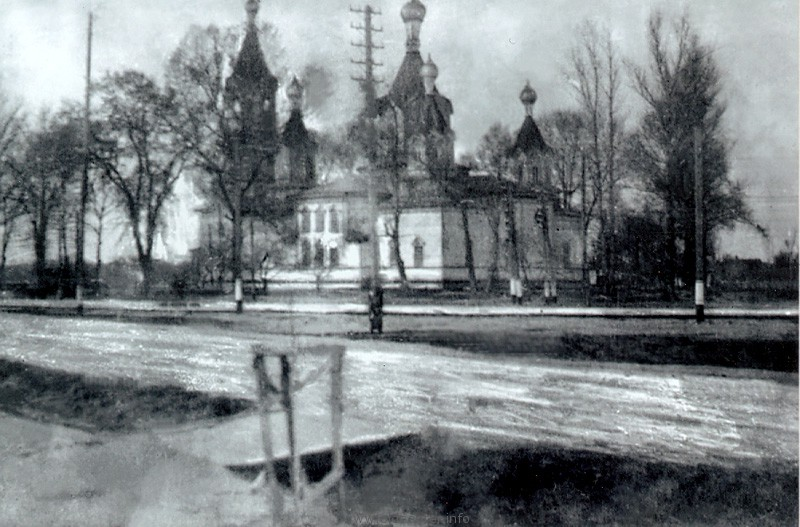
Церква Святих Петра і Павла, знесена комуністами в 1937 році

Але радянська влада в місті протрималась не довго, вже 3 березня 1918 року, після укладання Берестейського миру між УНР з одного боку і Німеччиною, Австро-Угорщиною, Туреччиною і Болгарією з іншого, червону армію з Броварів вибили німецькі війська, передавши місто під контроль Української Народної Республіки. Бровари входять у новостворену адміністративно-територіальну одиницю найвищого рівня — Землю «Київ». Порядок в місті контролює залишений тут невеликий німецький гарнізон.
В ніч з 29 на 30 квітня 1918 року у Києві відбувається гетьманський переворот, до влади в новій Українській Державі приходить гетьман Павло Скоропадський. Повертається старий адміністративно-територіальний устрій, Бровари знову входять у Чернігівську губернію.
Тим часом, відступаюча від українських сил радянська Росія змушена була визнати умови Берестейського миру і згодом, 12 червня 1918 року, підписала з Українською Державою прелімінарний мир. В Броварах, як і у всій Україні на деякий час стабілізується ситуація.
11 листопада 1918 року Німеччина капітулювала у Першій Світовій війні, через це Бровари, як і всю Україну залишають німецькі війська.
Скориставшись нагодою, 18 листопада 1918 року радянська Росія почала другу війну проти України і за два місяці підходила до міста. На початку грудня, після зречення з поста гетьмана Скоропадського, містечко перейшло під контроль Директорії УНР. Маючи на той час в розпорядженні Армії УНР близько 40 000 чоловік, Головний Отаман України Симон Петлюра особисто керував операціями по його обороні. В ніч на 25 січня 1919 року більшовики зайняли Семиполки, та знаходились в 27 км від броварських околиць, там вони розмістили штаб 3-го Богунського полку Миколи Щорса і готували звідти наступ на місто.
27 січня 1919 року почалась битва за Бровари, більшовицькі війська на чолі з Іваном Локотошем розгорнули наступ на місто. На підмогу червоним з окупованого Харкова прибули бронепоїзд № 9 та два полки з артилерією. Обороняли місто частини армії УНР, зокрема 1-й піхотний курінь Січових стрільців під командуванням полковника Івана Рогульського. Саме оборонні бої в Броварах дали час евакуюватися Директорії УНР з Києва.
30 січня захисники Броварів були взяті в оточення, а вже 1 лютого місто перейшло під контроль червоної армії. Найжорстокіші бої точилися у Броварському лісі, де січові стрільці ховалися в люті морози, за деякими оцінками в боях за Бровари загинуло близько тисячі українських воїнів. 4 лютого — тут зосередилися значні сили більшовицьких окупаційних військ, у тому числі артилерія, кіннота, піхота, бронепоїзди. Володимир Антонов-Овсієнко оглянув розташовані в Броварах військові частини, які готувалися до наступу на Київ, який був взятий наступного дня.
Захопивши Бровари російські більшовики Богунського і Таращанського полку розпочали в місті червоний терор. Під час грабунків і погромів, з містечка почала тікати до Києва єврейська діаспора. Радянська армія, що зайняла Бровари лише на 20 % складалася з українців (неосвічених селян), а основну більшість становили росіяни, також до неї входили: латиші, башкири, угорці, серби і навіть китайці.
Протягом радянської окупації на Броварщині відбуваються рухи протесту проти більшовиків, основна маса повстанців — селяни, яких не влаштовувала політика «совєтів» щодо села.
26 серпня цього ж року до Броварів наблизилися російські війська Денікіна. Два дні точилися кровопролитні бої, під натиском білогвардійської армії 27 серпня 1919 року радянські війська залишили Бровари. Зайнявши місто білогвардійці страчують місцевих комуністів — членів революційного комітету М. Осіпова та А. Є. Андрєєва.
В цей час, 30 серпня війська УНР провели контрнаступ і вже увійшли в Київ, тобто знаходились всього в 15 кілометрах від Броварів. Отаману Зеленому був відданий наказ закріпитися з українським військам саме в Броварах. Але наступного дня з Броварів їм назустріч вирушили білогвардійські війська, які з переважаючими силами витіснили українські війська з Києва.
Білогвардійці панували в Броварах неповні 4 місяці, а вже 10 грудня 1919 року, знову почали бій за місто червоноармійці. Оточивши і захопивши в полон Білозерський, Кабардинський і Гвардійський денікінські полки зі штабами і всім майном, комуністи втретє встановили радянську владу в місті.
11 травня 1920 року відбувається наступ об'єднаних польсько-українських військ, Бровари звільнено від більшовиків, 2 радянські бронепоїзди потрапили в оточення. Наступного дня, 20-та бригада 12-ї армії і Башкирська бригада намагається зайняти станцію Бровари, однак того ж дня відступає. На деякий час фронт стабілізується. І лише 8 червня 1920 року — частинам 58-ї дивізії і 19-ї бригади Червоної армії вдалося захопити Бровари.
Останнім спротивом російсько-радянської окупації міста був полковник повстанської армії УНР Отаман Демид Ромашка, який з іншими повстанцями підпільно боровся в Броварах з Червоною армією до кінця 1921 року. З 1917 по 1920 рік Бровари десять разів переходили під контроль різних армій.
Також до 1921 року в Броварах діяло товариство «Просвіта» яке займалося в містечку просвітницькою діяльністю та формувало національну свідомість українців, які за час окупації Російської імперії століттями піддавались русифікації та деградації. З остаточним приходом комуністичної влади у місті діяльність «Просвіти» в Броварах було припинено, а її активістів — репресовано.

### Під владою СРСР (1920—1941 роки)

#### Встановлення радянської влади і голодомор
8 червня 1920 року в місті остаточно встановлюється радянська влада. У ці роки у житті краю спостерігається занепад. У церквах перестають вести метричні записи. Провадиться активна антирелігійна пропаганда, знищуються церкви, грабуються будинки. Занепадає господарство. Захопивши територію Броварщини, нові господарі встановлювали свої правила та переслідували прибічників попередньої влади. Провідниками радянської влади в Броварах стають представники російського населення Осіпов, Андрєєв, Гарін.

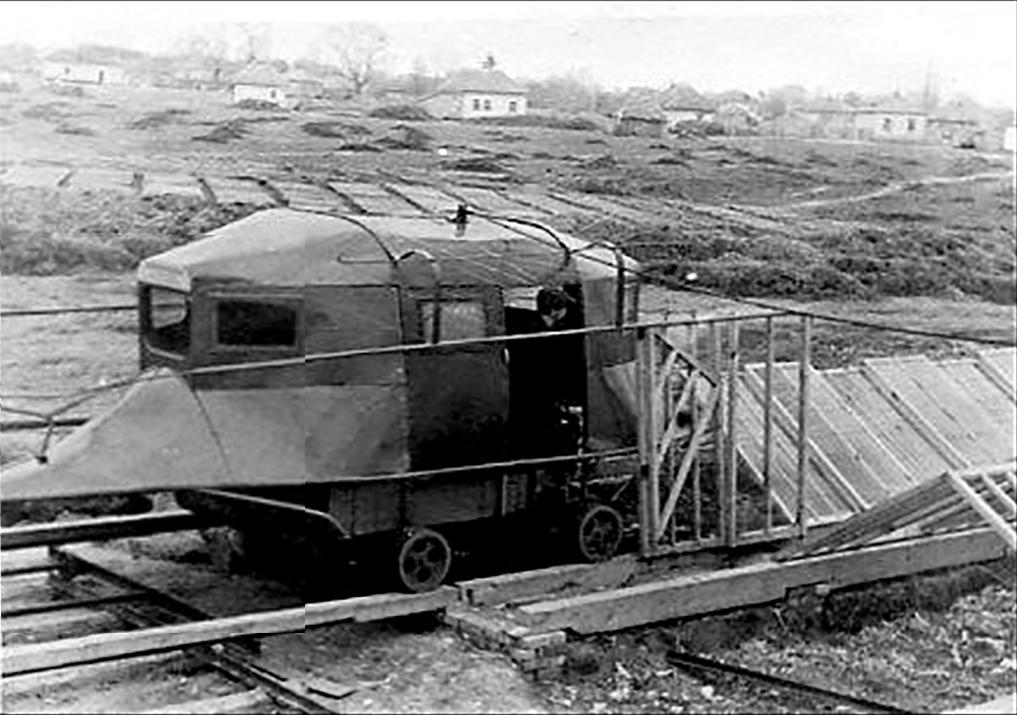
Робота парникового комбайну на території броварського колгоспу «ім. Ілліча» (1941 рік)

15 серпня 1920 року на волосному з'їзді рад був обраний волосний виконавчий комітет, якому передав свої повноваження волревком. Нова влада взяла на облік всі майстерні та їхніх робітників, чотири млини, лісопильню та підприємство з виробництва колісної мазі, всі інші виробництва в місті не працювали.
Деяке покращення життя в місті відбулося з прийняттям в 1921 році НЕПу — економічної політики, що дозволяла займатися селянам торгівлею. На такі кроки радянська влада пішла щоб зупинити селянські повстання проти окупаційної комуністичної влади. У 1923 році відкрився будинок культури, при якому почали діяти бібліотечно-літературна, театральна, хорова та лекційна секції. Поступово відроджується господарство та пожвавлюється культурне життя. У 1924 році став до ладу чавуноливарний завод, паровий млин та канатні підприємства, у місті працює 103 робітника. Того ж року в Броварах відкрилася перша кооперативна крамниця. В 1927 році запрацював Броварський деревообробний комбінат.
Броварський район створено навесні 1923 року. Населення Броварів становило на той час 4065 чоловік. 1930 року функції районного центру перейшли до Димерки, яка стала Великою Димеркою. А 1937 року Бровари знову стали центром Броварського району.
З приходом у 1924 році до влади в СРСР Йосипа Сталіна в Броварах як і у всій республіці розпочався ще більший терор та геноцид українців. В 1930—1931 роках в місті починається колективізація, створюються три артілі, куди заганяли працювати броварчан і змушували віддавати весь врожай комуністам, нічого не залишаючи собі.

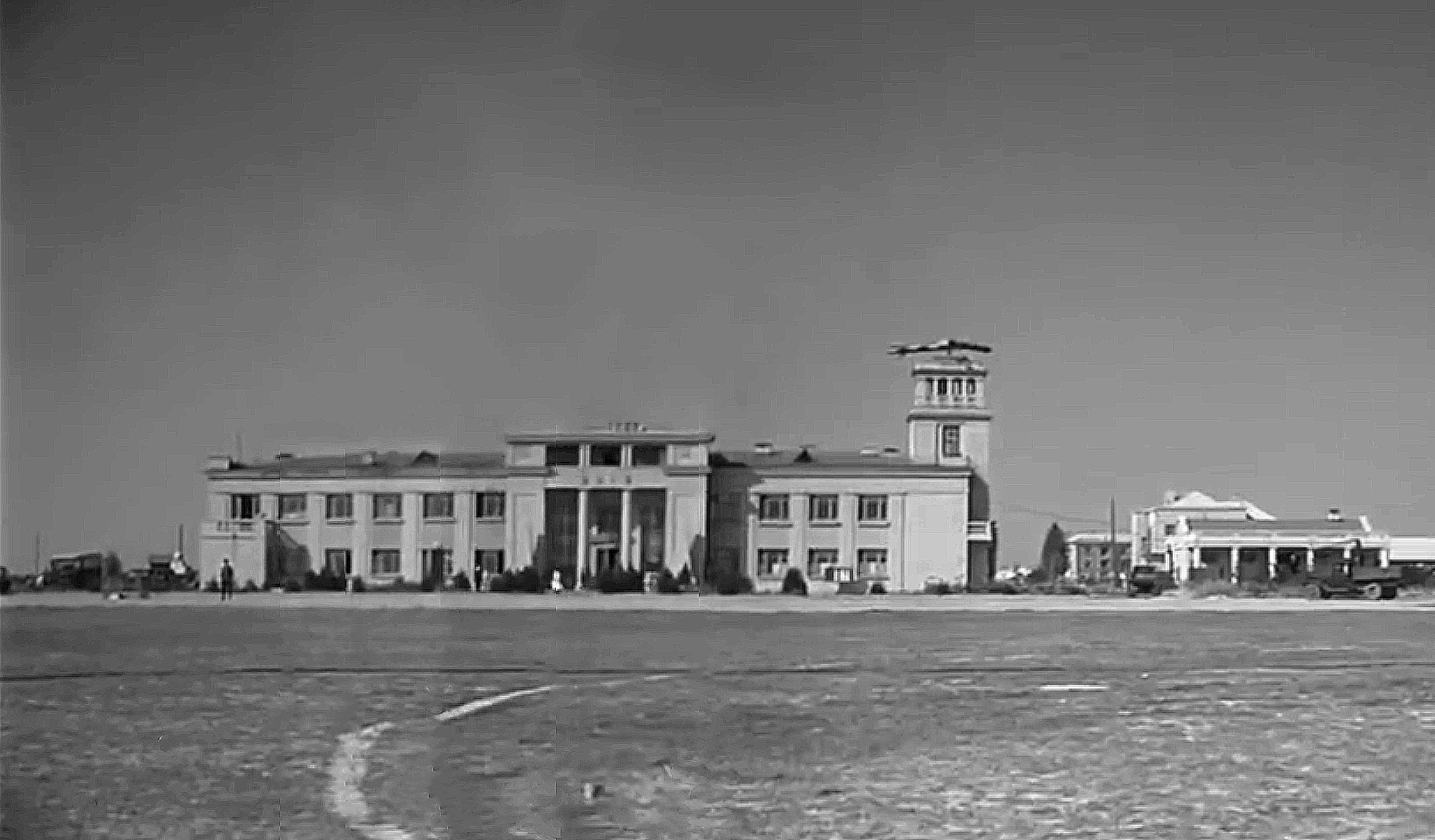
Вид на броварський аеропорт «Київ» (1939 рік)

Після розстрілу комуністами кобзарів 1930 року в Харківському оперному театрі вцілілі співці сходилися в Броварах на таємні зібрання на П'ятницькому базарі (нині — район Розвилка). Там вони співали, грали на кобзах і бандурах до початку Другої Світової війни.
Під час Голодомору 1932—1933 років, влаштованим радянською владою від голоду загинуло 134 мешканці Броварів. Архівні документи, газети і спогади селян свідчать, що в усіх місцевостях України поширилися подвірні обшуки з конфіскацією, крім хліба, будь-яких запасів їжі: сухарів, картоплі, буряків, сала, солінь, фруктової сушки тощо — заготовлених селянами до нового врожаю. Конфіскація подавалася як кара за «куркульський саботаж» хлібозаготівель. Детальніше про Київську область.
На початку 1930-х років в Броварах більшовиками було створено підземне зерносховище колосальних розмірів. Вже в 1933 році там зберігався не один мільйон центнерів зерна, з якого для вимираючого українського народу не було взято жодного кілограма, що свідчить про штучну організацію комуністами голоду в Україні. Урожай ж 1932 був вище середнього. У перші дні війни 1941 року зерносховище підпалили і знищили енкаведисти. Спогади очевидців малюють жахливу картину: голодні люди змушені були їсти їжаків, собак, котів. Траплялися навіть випадки людожерства.
В рамках сталінської боротьби з релігією 1937 року руйнують Петропавлівський і Святотроїцький храми. На місті церковного цвинтаря комуністи організовують танцювальний майданчик. В тому ж році броварську інтелігенцію було розстріляно за наказом Сталіна в биківнянському лісі.

### Під владою Третього Рейху (1941—1943 роки)

#### Друга світова війна

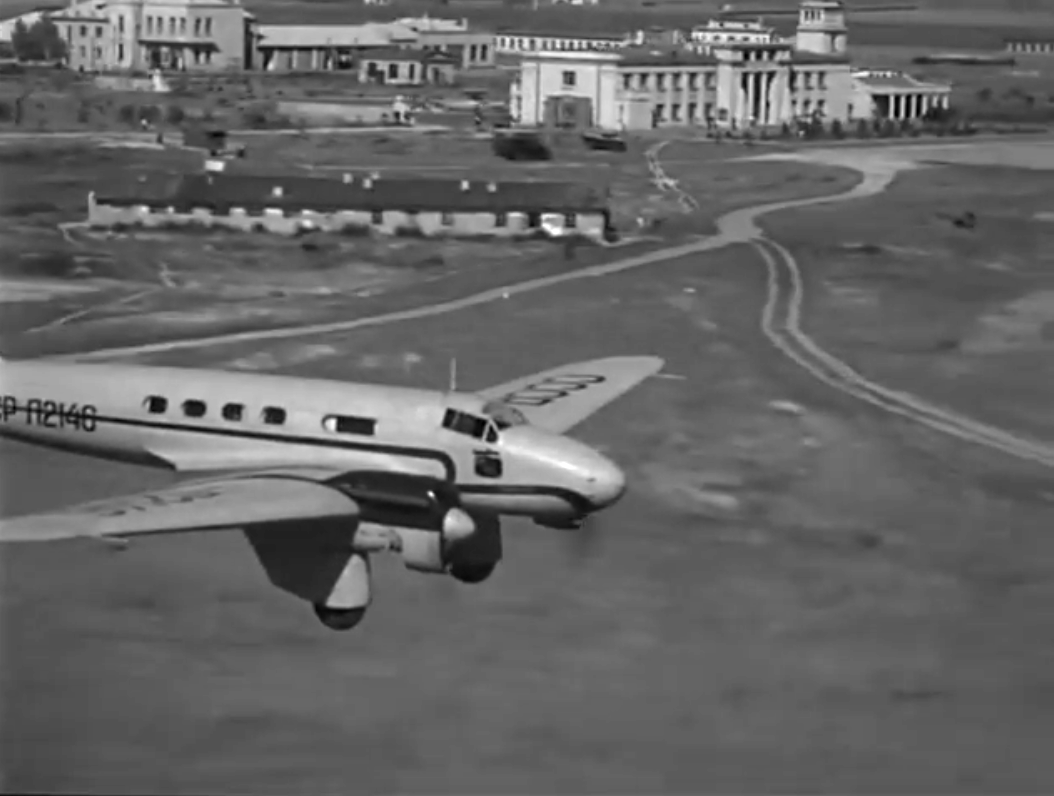
Посадка літака ЗІГ-1 в Броварському аеропорту «Київ» (1939 рік)

Залишена відступаючими радянськими військами гармата Ф-22 на вулиці Київській в Броварах (вересень 1941 року)

У 1933 році в Броварах розпочато будівництво аеропорту «Київ», який з 1935 року став функціонувати як центральний аеропорт Києва. Аеропорт щоденно підіймав у повітря 50 літаків, «Київська кіностудія імені Довженка» знімала в ньому такі фільми як «Винищувачі» (1939 року), а «Білорусьфільм» і «Мосфільм» — «Будні» (1940 року). 25 червня 1941 року німецькі літаки здійснили на нього наліт і, випустивши 90 бомб, повністю його знищили.
1939 року, коли Радянський союз оголосив війну Фінляндії, броварчан, яких призвали до лав червоної армії, як і інших громадян республіки, змусили штурмувати лінію Манергейма і окуповувати територію Фінляндії. Через байдужість, кровожадність і невмілість радянського командування, майже половина радянських солдат загинула або була скалічена, при цьому не завдавши фінській стороні значних втрат.
Із початком Німецько-радянської війни Бровари опинилась в епіцентрі подій. Із перших днів липня до 14 вересня 1941 року у Броварах розміщувався штаб Південно-Західного фронту (командувач — генерал армії Михайло Кирпонос), штаб Українського прикордонного округу, інші військові управління. Під час боїв за місто найбільше постраждала вулиця Київська, на якій і знаходився вищезгаданий штаб. Німецькі війська зайняли місто 19 вересня 1941 року. Бровари стали містом Бориспільського ґебіту, як адміністративно-територіальна одиниця Генеральної округи Київ Райхскомісаріату Україна.
У 1941—1942 роках у Броварах розташовувався нацистський табір для радянських військовополонених.
Місто Бровари було відвойоване військами Червоної армії від німецьких військ 25 вересня 1943 року. Першим у місто увійшов танк Т-34 командира Павла Семеновича Патліна, щоб здійснити розвідку в межах Броварів його танк пройшов через усе місто, танкісти під час цього рейду знищили німецький дзот (у районі старого військкомату) та один ворожий танк на околиці міст. Безпосередню участь у боях за місто брали частини 163-ї Роменсько-Київської Червонопрапорної орденів Леніна, Суворова і Кутузова дивізії. Після зайняття міста червоною армією, у жовтні 1943 року Бровари відвідав тодішній Перший секретар Комуністичної партії України Микита Хрущов. У 1943 році у Броварах розташовувався штаб 2-ї Повітряної армії, якою командував маршал авіації Степан Красовський.
481 уродженець міста загинув на фронтах. За роки війни місто було майже повністю знищене — з 2174 будинків уціліли лише 138. З Броварщини походять 14 Героїв Радянського Союзу і один кавалер трьох орденів Слави.
Під час війни та повоєнні роки у невеликій кількості в містечку поширювались листівки ОУН-УПА, з закликом вступати в лави українських повстанців і чинити опір як російським так і німецьким окупантам, але через велику відстань від осередків повстанської армії, обмежену кількість листівок і широку радянську пропагандистську кампанію вони не набули масового розголосу.

### Під владою СРСР (1943—1991 роки)

#### Післявоєнна відбудова та індустріалізація міста
В перші дні відновлення радянської влади в Броварах, все населення працювало на відбудову промисловості і допомогу фронту: на радянську бойову колону «Київ» Бровари виділили 51 000 карбованців, що було колосальною сумою для знищеного вщент містечка. 3 жовтня 1943 року був відновлений колгосп імені Ілліча.
За 1944 рік було відновлено ряд великих підприємств та споруд: 2 шкіряні заводи, маслозавод, взуттєва і швейна майстерні, 2 школи, лікарню і будинок культури. Також було налагоджену броварську машино-тракторну станцію, готові 17 тракторів. Вже 1945 року було створено курси трактористів, у квітні цього ж року їх закінчило 37 осіб. Також в 1940-ві роки полоненими німцями було збудоване відділення пошти (стара пошта).
1946 року до ладу стали клінкерний та чавуноливарний заводи, харчопромкомбінат.
Під час відбудови міста 1946—1947 років, броварських колгоспників, як і більшість українців змушували працювати безкоштовно і мордуючи голодом. Тих, хто зривав декілька колосків, щоб хоч якось врятуватись від голоду комуністи відправляли на каторгу до ГУЛАГу.
1951 року було відкрито новий районний будинок культури. 1955 року в Броварах відкрито завод електровиробів, що працює й по сьогодні. Після відкриття багатьох заводів мешканці міста перейшли в робітничу сферу, що дало змогу Броварам отримати статус міста 30 грудня 1956 року. В цей час починається будівництво нових мікрорайонів міста. Починається зведення перших багатоповерхових будівель у Броварах.
В 1957 році у місті з'явився завод холодильників, 1960 рік — починає працювати Броварський експериментально-торговельний машинобудівний завод «Торгмаш» та Світлотехнічний завод, а в 1963 — завод порошкової металургії, що був єдиним у всьому СРСР. 1964 року введено в експлуатацію броварський шиноремонтний завод, 1966 року — броварський ремонтно-механічний завод.
Усього за 1955—1970 роки в Броварах було збудовано більше 20 заводів. Чисельність населення міста зросла з 8,9 тисяч осіб у 1939 році до 17,8 тисяч осіб у 1959 році. 1979 року в місті проживало вже 58,6 тисяч мешканців.
В 1958—1970 роках сучасний район Торгмаш існував як окреме селище Першотравневе, а вже 19 листопада 1970 року його було включено в смугу міста Бровари.
Місто розвивалося шаленими темпами, 1967 року Бровари увійшли у шістку міст-фіналістів, що претендували на побудову заводу з випуску автомобілів ВАЗ-2101, але програли у фіналі Тольятті. Вже в 1990-х роках Бровари знову розглядали як місце для будівництва заводу Peugeot-Citroen, але й в другий раз передмістю Києва не пощастило.

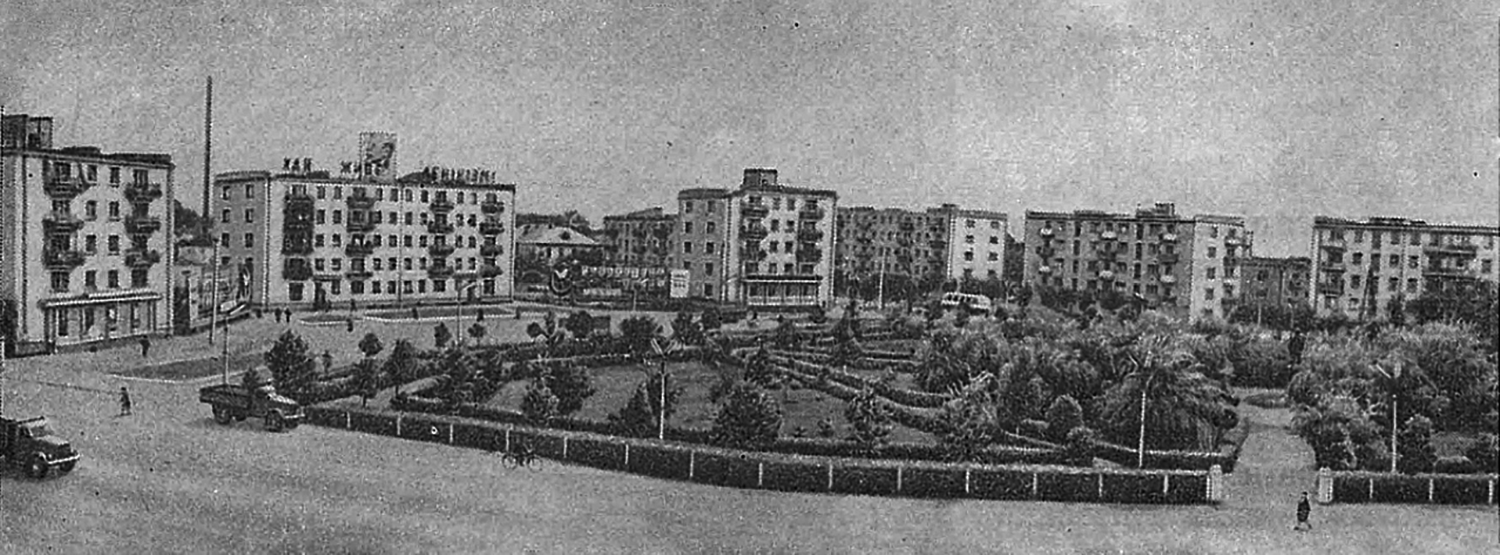
Площа Тараса Шевченка (1970 рік)

В 1960-х роках на Київському суднобудівельному заводі був закладений теплохід серії 559, який після спуску на воду отримав в честь міста назву «Бровари».

#### «Будівельний бум» 1970—80-х років
На початку 1970-х років у Броварах починається «будівельний бум» — місто забудовується багатоповерхівками тодішнього радянського зразка. Будуються заклади культури, відпочинку, спорту і охорони здоров'я. 1970 року закінчено будівництва нової Броварської лікарні на 2400 місць, 240 ліжок і поліклініки на 250 відвідувачів. 1971 року місто досягло нового рівня урбанізації — кожен третій житель Броварів — робітник. А вже 8 грудня 1971 року Бровари стали містом обласного підпорядкування.
У 1973 році з'являється перша 9-поверхівка (на бульварі Незалежності). 1977 року — прийняв своїх перших відвідувачів кінотеатр «Прометей», розрахований на 800 місць. В 1979 році став до ладу єдиний в республіці завод алюмінієвих будівельних конструкцій.
У 1984—1985 роки було збудовано і відкрито новий Броварський міст, який дав змогу переїжджати через дві залізничні лінії та сполучив два найбільших міських мікрорайони — Торгмаш і Масив і значно зменшив затори на переїзді (попередній міст був вузьким).
Починаючи від 26 квітня 1986 року броварські пожежники, водії, лікарі та рятувальники брали участь у ліквідації аварії на Чорнобильській АЕС. А близько 3500 осіб, евакуйованих із зони відчуження були переселені і отримали броварську прописку.
Під час радянської інтервенції в Афганістан у 1979—1989 роках, військову службу проходило 285 жителів Броварів, один чоловік загинув — Білан Олександр Васильович.
З 1970 по 1990 рік населення Броварів збільшилося понад удвічі, з 39 до 83 тисяч жителів. За цей час в місті було споруджено більше будинків ніж за весь час існування Броварів до цього. З невеличкого містечка Бровари перетворились у важливий економічний і промисловий центр.

### В незалежній Україні (з 1991 року)

#### Незалежність

16 липня 1991 року відбулася перша спроба підняти над містом синьо-жовтий стяг, що завершилася невдачею.
Державний прапор України вперше було піднято над міською радою активістами та членами Народного руху України 15 вересня 1991 року, під час святкування дня міста, у церемонії підняття взяв участь автор Акту про Незалежність України Левко Лук'яненко.
На референдумі 1 грудня 1991 року 94,2 % броварчан проголосували за незалежність України.
1996 року в Броварах було проведено Міжнародну виставку-ярмарок, яку відвідали представники Білорусі, Росії і тодішній президент України Леонід Кучма.
12 вересня 1997 року відкрито рух по Броварській об'їзній дорозі, яка будувалася з 1993 року. Наприкінці 1990-х починається забудова нового району поблизу вулиці Грушевського.

#### Початок XXI століття

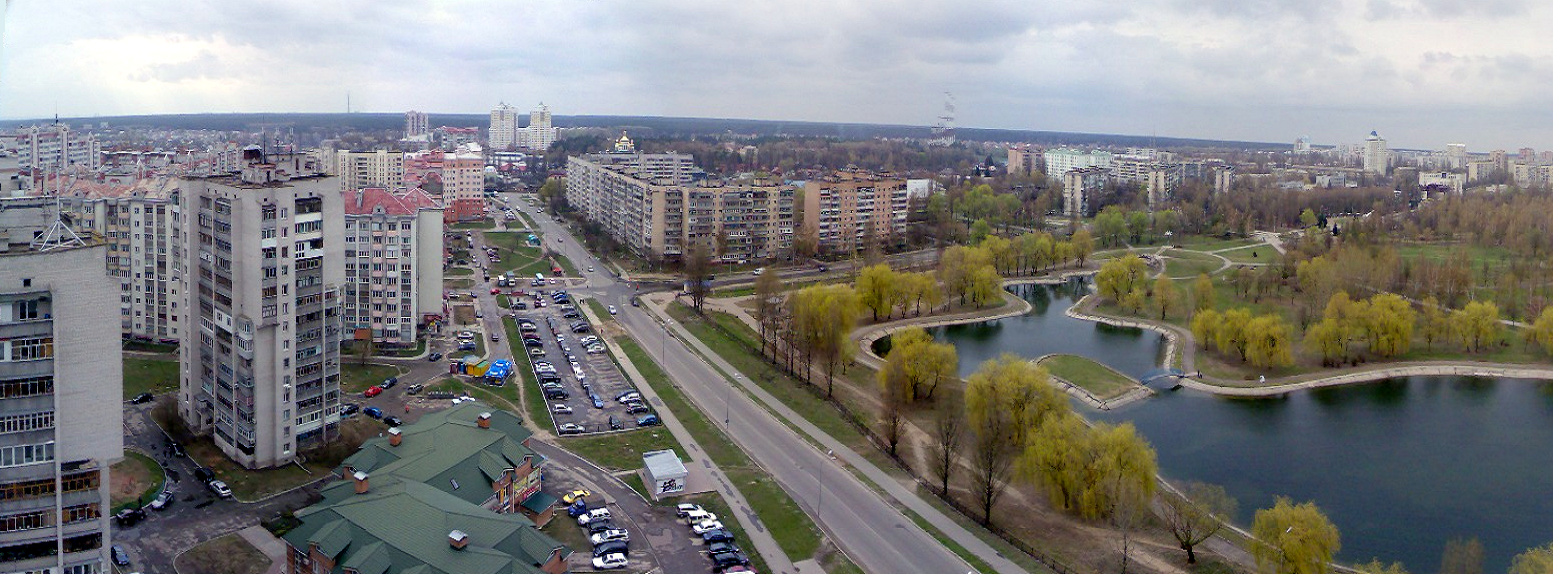
Вид на Бровари (17 квітня 2010)

З проголошенням Незалежності України місто переходить на ринкову економіку, нові інвестиції значно піднімають рівень життя в Броварах.
З 2000-х років у місті починається новий «будівельний бум», кількість будівництв багатоповерхівок в місті починає щорічно рости. Місто кожного року збільшує своє населення, відкриваються численні заклади розваг, перші супермаркети. 2003 року в місті збудовано першу 18-поверхівку — на вулиці Незалежності, 19.
2004 року була збудована головна площа міста — Майдані Свободи, де під час Помаранчевої революції 2004 року, броварчани збирали одяг і їжу для відправлення на київський Майдан.
У 2006 році в Броварах збудований ТРЦ «Термінал», що став найбільшим торговельним центром не тільки в Україні, але і у Східній Європі. Відкриті в ньому льодова арена, картинг-траса, аквапарк, кінотеатри зробили його найвідомішою спорудою в місті свого часу.
2007 року почалося будівництво нового мікрорайону міста, на півночі Броварів, поблизу в'їзду з боку Чернігова по трасі E95. Для його будівництва, до 2012 року, був демонтований старий радіоглушильний центр, що складався з декількох радіовеж.
У 2008 році в місті збудували першу 20-поверхівку (вул. Короленко 74), а 2009 — цілий комплекс з трьох хмарочосів 21 і 20 поверхів Житловий комплекс «Купава». Населення досягає 95 000 мешканців.
28 жовтня 2010 року у Броварах було відкрито нову поліклініку, що стала найбільшою у Київській області.
В 2010—2013 роках, під час репресивного режиму Януковича, головні вулиці міста неодноразово перекривалося для приїзду кортежу прем'єр-міністра України Миколи Азарова для розваг в басейн «Купава», який було відібрано ним в броварської школи № 9. Оздоровчою діяльністю українського прем'єра займався місцевий депутат від Партії регіонів — Сергій Федоренко, за що і отримав своє прізвисько «Масажист Азарова».
14 вересня 2013 року була завершена реконструкція Площі Шевченка.
1 жовтня 2013 року мер Броварів Ігор Сапожко та депутати від Партії регіонів, які складали більшість Броварської міської ради проголосували за демонтаж Броварського радіопередавального центру та продаж під забудову родичу російського прем'єра Дмитра Медведєва Віктору Поліщуку земельної ділянки в 96 га, на якій він знаходився. Був здійснений повний демонтаж радіовеж та передавального центру, потужності якого входили до мобілізаційного плану держави на випадок війни чи надзвичайної ситуації. Лише броварські передавачі, зокрема унікальний «Борей», могли здійснювати радіомовлення на довгих хвилях по всій території України, тобто єдині хто могли вести радіомовлення та глушити ворожі передачі в майбутній зоні проведення АТО та окупованому Криму після російського вторгнення в Україну.

#### Революція та Російсько-українська війна (з 2013 по 2021)

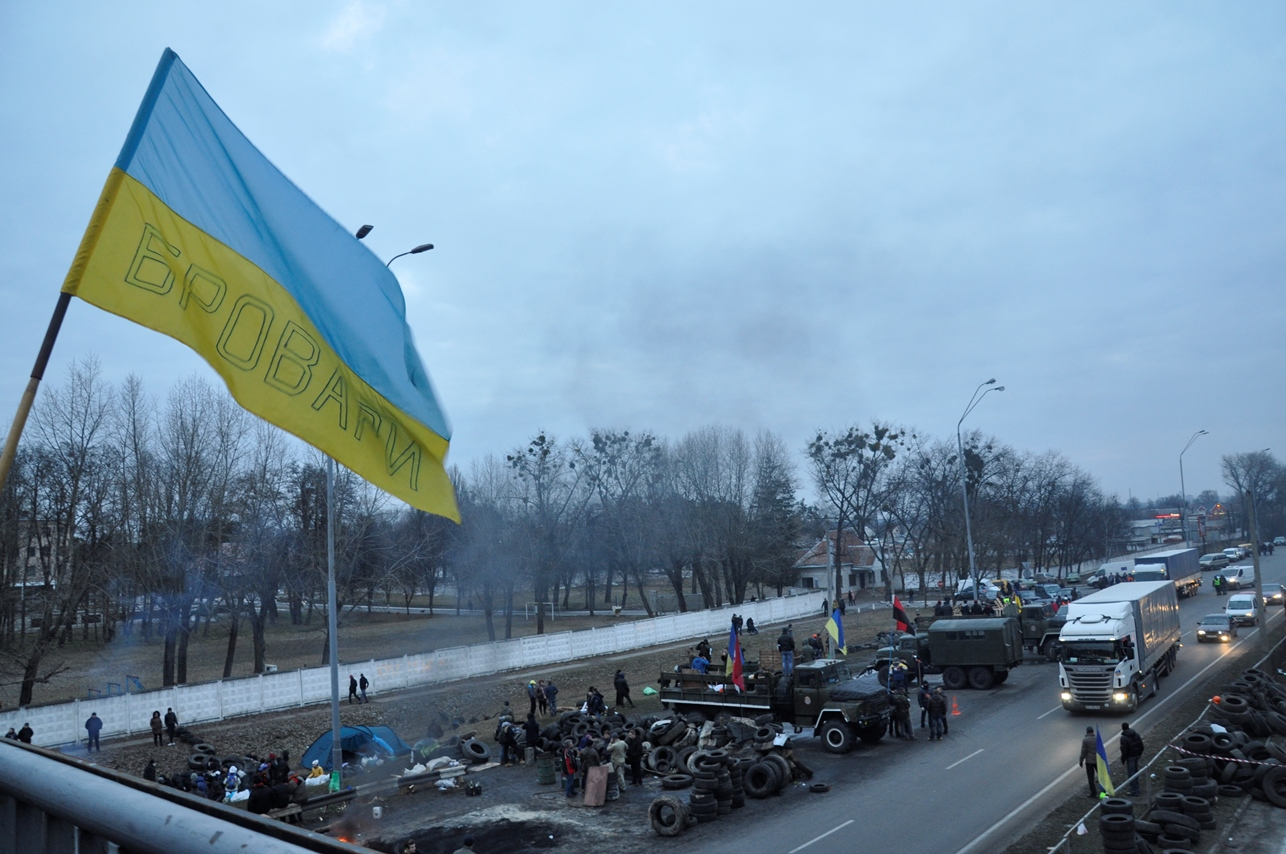
Блокпост на в'їзді з Броварів до Києва
(20 лютого 2014)

Під час Євромайдану броварчани брали активну участь в Революції гідності, особливим внеском мешканців міста стала блокада східного виїзду з Києва (на кордоні з Броварами), що не дало змогу беркуту і внутрішнім військам отримати підкріплення. Також броварчани допомагали киянам продуктовим та харчовим забезпеченням, і прямою участю в обороні Майдану. 18 лютого 2014 року, під час мирного пікету Революції Гідності загинула мешканка Броварів 61-річна Антоніна Дворянець, що стала єдиною жінкою-героєм «Небесної сотні».
21 лютого 2014 року активісти скинули пам'ятник Леніну в місті.
З початком Російської агресії проти України сотні броварчан пішли добровольцями на фронт захищати Україну. З початку війни загинуло п'ятеро броварчан, чотирьох з них поховали в Броварах, одного — в селі Велика Димерка.
25 грудня 2015 року міська рада ухвалила рішення про декомунізацію. 70 вулиць, що раніше носили імена комуністичних діячів, перейменували і надали імена героїв Російсько-української війни, Євромайдану, УНР, УПА та діячів української культури та науки. 2 червня 2016 року було декомунізовано ще 5 броварських вулиць.
2016 року 5 канал створив двосерійний документальний фільм про історію Броварів. В серпні 2017 року розпочалось будівництво нового стадіону вартістю 6,8 млн гривень.
6 листопада 2019 року в Броварах відкрили перший ресторан McDonald's.
29 травня 2020 року на вулицях міста розгорілася жорстока стрілянина. Причиною став конфлікт між підприємцями, які займаються пасажирськими перевезеннями, та нелегальними перевізниками.

### Вторгнення Росії в Україну (з 2022)
24 лютого 2022 року під час початку повномасштабного вторгнення Росії в Україну о 5:07 ранку Бровари були атаковані ракетами Калібр. Були обстріляні дві військові частини, 7 осіб загинули, 17 були поранені.
З ранку першого дня війни місто почало готуватися до активного спротиву та захисту кордонів Броварів та Броварського району. За ініціативою представників громади були сформовані добровольчі підрозділи та волонтерські рухи. Керівництво Броварів і Броварського району, окремих територіальних громад, військові ЗСУ, територіальної оборони та спецпризначенці, члени добровольчих формувань, волонтери координували свої дії задля надання гідної відсічі російським військам.
З 25 лютого почалося озброєння громадян, які вступали до підрозділів територіальної оборони. Бажання вступити до лав тероборони виявили декілька тисяч мешканців міста.
За два тижні до повномасштабного вторгнення російської федерації на територію України 72-а окрема механізована бригада ім. Чорних Запорожців Збройних сил України зайняла позиції навколо міста.
З першого дня війни на території Броварської міської територіальної громади — в Броварах, Княжичах і Требухові — були споруджені перші блокпости. Найбільшими блокпостами були виїзд на Київ, на шляхопроводі біля стадіону та в напрямку Калинівки. Блокпост на виїзді до Києва пізніше був визнаний керівництвом Київської обласної військової адміністрацією найкращим в області.
Наступний, вже авіаційний, удар по місту був завданий увечері 28 лютого повторно по тій же військовій частині та блокпосту, який знаходився поряд — на виїзді до Києва. Внаслідок авіанальоту окупантів на околиці міста один доброволець загинув, 5 осіб постраждали.
Біля Броварів скупчилась велика кількість військової техніки та живої сили російських окупаційних військ. За кількостю залученої бронетехніки на теренах Броварського району та сусідніх сіл Чернігівської області це було найбільше танково-артилерійське протистояння з часів Другої світової війни.
Активна відсіч агресору розпочалася з утримання рубежів по річці Трубіж, де під час спроби форсування ворог зазнав значних втрат. Найближчими до Броварів населеними пунктами, які були окуповані ворогом, стали Богданівка, Залісся та Велика Димерка.
Апогеєм битви за Бровари став наступ 9 березня. Російські війська підійшли до міста по чернігівській трасі і спробували зайти в місто зі Скибина. У наступі брали участь два танкові полки Російської Федерації. Наступ був відбитий між Заліссям та Скибиним. У бою був знищений Андрій Захаров — командир російського 6 полку 90-ї танкової дивізії. Головнокомандувач Збройних сил України назвав бій повним розгромом для російських військ. За знищення ворожої танкової колони біля Броварів командир 3-го батальйону 72-ї бригади Роман Дармограй отримав найвищу державну нагороду — звання «Герой України». На місці, де зупинили ворожий наступ, за ініціативи Броварської районної військової адміністрації планується відкрити меморіал.
Надалі протистояння продовжилося в режимі артилерійської дуелі. Знищували російських загарбників українські добровольчі диверсійні-розвідувальні групи та снайпери. Допомагали в цьому добровольці-розвідники з дронами.
Ворог підійшов до Броварів на відстань менше 3 км. Навколо міста та його території внаслідок ракетних обстрілів та обстрілів з реактивної артилерії було знищено декілька великих логістичних складів, переважно продуктових, а також об'єктів критичної інфраструктури та промислових підприємств. Одним з них був RLC — найбільший у Східній Європі склад з мультитемпературним обладнанням. Загалом це негативно вплинуло на забезпечення Києва та області продуктами харчування.
Спротив місцевого населення був не менш активним. Мешканці Броварського району повідомляли про розташування російських військ, їх складів та штабів, що дало змогу наносити точні удари артилерії.
У місті розташовувалися та брали участь у бойових діях підрозділи батальйону «Братство», «Свобода», ічкерський батальон ім. Шейха Мансура, добровольче формування територіальної громади «Йожики» та інші.
Відступ збройних сил російської федерації розпочався 30 березня 2022 року. Повністю район був звільнений від ворога 2-3 квітня. Частина російських військовослужбовців була покинута в навколишніх селах. Їх брали в полон ще протягом  місяця та продовжували виявляти в травні в лісах навколишніх сіл та в закинутих хатах.  Значну кількість трофейної бронетехніки було захоплено добровольцями та передано Збройним Силам України.
Серед загиблих під час бойових дій є військовослужбовці та представники добровольчих формувань, частина яких похована на Новому кладовищі в Броварах.
У Броварах діє виставка трофеїв війни, яка знаходиться в приватному музеї «Історичної зброї» за адресою: Бровари, вул. Броварської сотні, 3.
17 квітня Росія завдала чергового ракетного удару по місту. Під обстріл потрапили міські інфраструктурні об'єкти. Через це у Броварській громаді почались перебої з водою та електроенергією.
6 травня 2022 року депутати Броварської міської ради одноголосно підтримали рішення про перейменування вулиці та провулку на честь своїх героїв-захисників з 72-ї бригади ЗСУ — Чорних Запорожців.
20 березня 2024 року комітетом Верховної Ради України з питань організації державної влади, місцевого самоврядування, регіонального розвитку та містобудування було ухвалено рішення про перейменування міста Бровари на Броварі.
5 серпня 2024 року приблизно о 23:00 на околиці Броварів впав уламок ракети KN-23, за інформацією голови КОДА Руслана Кравченка
• Вибиті вікна у 4 багатоповерхових житлових будинках.
• У приватному будинку пошкоджені фронтони та вибиті вікна. Також пошкоджено один легковий автомобіль;
• На двох АЗС вибиті вікна та посічені фасади;
• У багатоповерховій будівлі з офісними приміщеннями вибиті двері, вікна, посічений фасад;
• На комунальному підприємстві вибуховою хвилею пошкоджено вікна;
• В одному з торгових центрів та кафе вибиті вікна;
• У складському приміщенні вибиті вікна та рами;
• На 4 підприємствах також пошкоджені вікна. Крім того, вибухова хвиля пошкодила будинок лісника.

## Належність
Починаючи з 1120 року місто 35 разів переходило у власність нової держави. У дужках наведено країну якій належало місто в межах автономії.
| №  | Країна приналежності                           | Термін правління                     | Населення міста | Період                      |
| -- | ---------------------------------------------- | ------------------------------------ | --------------- | --------------------------- |
| 1  | Київська Русь                                  | 1120 — 1132                          | ~50 осіб        |                             |
| 2  | Київське князівство ( Київська Русь)           | 1132 — 1238                          | ~50 осіб        |                             |
| 3  | Галицько-Волинське князівство ( Київська Русь) | 1238 — 1240                          | ~50 осіб        |                             |
| 4  | Київське князівство ( Золота Орда)             | 1240 — 1362                          | 0 осіб          | Монгольська навала на Русь  |
| 5  | Київське князівство ( Литовське князівство)    | 1362 — 1394                          | ~до 50 осіб     | Литовська демонголізація    |
| 6  | Велике князівство Литовське                    | 1394 — 1432                          | ~до 50 осіб     | Польська експансія          |
| 7  | Велике князівство Руське                       | 1432 — 1435                          | ~до 50 осіб     | Війна за незалежність Русі  |
| 8  | Київське князівство ( Литовське князівство)    | 1435 — 1471                          | ~50 осіб        |                             |
| 9  | Велике князівство Литовське                    | 1471 — 1569                          | ~100 осіб       |                             |
| 10 | Річ Посполита                                  | 1 липня 1569 — червень 1648          | 600 осіб        | Польський гніт              |
| 11 | Гетьманщина                                    | червень 1648 — січень 1654           | 700 осіб        | Хмельниччина                |
| 12 | Гетьманщина ( Московське Царство)              | січень 1654 — 25 жовтня 1657         | 700 осіб        |                             |
| 13 | Гетьманщина                                    | 25 жовтня 1657 — серпень 1658        | 700 осіб        | Московсько-українська війна |
| 14 | Гетьманщина ( Московське Царство)              | серпень 1658 — 16 вересня 1658       | 400 осіб        | Руїна                       |
| 15 | Гетьманщина ( Річ Посполита)                   | 16 вересня 1658 — 17 жовтня 1659     | 500 осіб        |                             |
| 16 | Гетьманщина ( Московське Царство)              | 17 жовтня 1659 — лютий 1668          | 500 осіб        |                             |
| 17 | Гетьманщина                                    | лютий 1668                           | 500 осіб        |                             |
| 18 | Гетьманщина ( Московське Царство)              | лютий 1668 — 2 листопада 1721        | 400 осіб        |                             |
| 19 | Гетьманщина ( Російська імперія)               | 2 листопада 1721 — 10 листопада 1764 | 600 осіб        |                             |
| 20 | Російська імперія                              | 10 листопада 1764 — 8 березня 1917   | 4 312 осіб      | Російська експансія         |
| 21 | Російська Республіка                           | 8 березня 1917 — 23 червня 1917      | 4 543 осіб      | Лютнева революція           |
| 22 | УЦР ( Російська Республіка)                    | 23 червня 1917 — 20 листопада 1917   | 4 500 осіб      | Українська революція        |
| 23 | УНР                                            | 20 листопада 1917 — 1 лютого 1918    | 4 500 осіб      | Війна за незалежність       |
| 24 | УНРР ( РРФСР)                                  | 1 лютого 1918 — 3 березня 1918       | 4 000 осіб      |                             |
| 25 | УНР                                            | 3 березня 1918 — 29 квітня 1918      | 4 500 осіб      |                             |
| 26 | Українська Держава                             | 29 квітня 1918 — 14 грудня 1918      | 5 000 осіб      |                             |
| 27 | УНР                                            | 14 грудня 1918 — 1 лютого 1919       | 5 212 осіб      |                             |
| 28 | УРСР ( РРФСР)                                  | 1 лютого 1919 — 27 серпня 1919       | 3 000 осіб      |                             |
| 29 | Південь Росії                                  | 27 серпня 1919 — 10 грудня 1919      | 3 000 осіб      |                             |
| 30 | УРСР ( РРФСР)                                  | 10 грудня 1919 — 11 травня 1920      | 2 800 осіб      |                             |
| 31 | УНР                                            | 11 травня 1920 — 8 червня 1920       | 3 000 осіб      |                             |
| 32 | УРСР ( СРСР)                                   | 8 червня 1920 — 19 вересня 1941      | 6 000 осіб      |                             |
| 33 | Райхскомісаріат Україна ( Третій Рейх)         | 19 вересня 1941 — 25 вересня 1943    | 3 000 осіб      | Друга світова війна         |
| 34 | УРСР ( СРСР)                                   | 25 вересня 1943 — 24 серпня 1991     | 82 042 осіб     | Радянізація                 |
| 35 | Україна                                        | 24 серпня 1991 — сьогодні            | 101 010 осіб    | Незалежність                |

## Катастрофи
25 квітня 1967 року рейсовий приміський автобус ЛАЗ „Бровари—Палац Спорту (Київ) № 41“, їдучи з Броварів до Києва, вилетів з моста Патона у Дніпро. Загинуло 45 осіб, у тому числі і заслужений тренер УРСР та СРСР Наполеон Каракашьян, який підсів у автобус на Ленінградській площі. Двоє людей врятувалися дивом — вистрибнули з вікна автобуса. Як встановило слідство: водій втратив керування, автобус врізався в трамвай, від потужного удару його розвернуло на зустрічну смугу і на великій швидкості викинуло через поручні мосту. За часів СРСР цю катастрофу замовчували, про її деталі стало відомо вже після проголошення незалежності України.
12 грудня 1990 року під Броварами розбився транспортний літак Ан-12Б, з вантажем 12 тонн мандарин, що виконував рейс „Батумі—Київ“. З 12 пасажирів і 5 членів екіпажу 14 — отримали травми. Літак впав на трасу Бровари—Бориспіль, носова частина фюзеляжу відірвалась та пролетіла 740 метрів, а територія падіння була всіяна мандаринами, які посходились збирати місцеві мешканці.
20 квітня 2000 року Бровари стали сумновідомі всій Україні та світу, коли в житловий будинок на вулиці Незалежності влучила ракета «Точка-У» класу «земля-земля» випущена з Гончарівського полігону в Чернігівській області, внаслідок чого 3 людей загинули, 5 було поранено. Міністерство оборони України до 23 квітня заперечувало цю можливість, стверджуючи, що навчальна ракета влучила в заплановану ціль.
23 вересня 2003 року під час порушення правил утилізації боєприпасів в Броварах вибухнула ракета С-75, 4 осіб отримали поранення. Три людини з важкими опіками відправили в реанімацію, одного — в хірургічне відділення.
31 липня 2008 року місто струсонула нова небезпечна техногенна ситуація — на території центрального міського ринку «Нива» в торгових ятках та металевих контейнерах роздрібної торгівлі виникла пожежа, внаслідок якої вогнем знищено 106 яток на площі 400 м². Було завдано збитків на 2 млн гривень.
15 червня 2011 року в Броварах загорівся недобудований склад техніки „Технополіс“, площею 27 000 м². На гасіння пожежі було використано 20 одиниць пожежної техніки, за годину після виклику пожежників полум'я було знешкоджено, це була найбільша пожежа за всю історію міста. Дим було видно навіть з правого берега сусіднього Києва. У результаті пожежі одна людина загинула та ще одна людина в стані середнього ступеня тяжкості була госпіталізована у центральну районну лікарню.
18 січня 2023 року в Броварах внаслідок падіння вертольоту ДСНС ЕС-225 (бортовий номер 54) сталося пошкодження будівлі ДНЗ «Джерельце» з послідуючим загоранням, скління у чотирнадцятиповерховому житловому будинку та 3 легкових автомобілів. До ліквідації наслідків надзвичайної ситуації від ДСНС залучено 127 осіб та 30 од. техніки. Внаслідок авіакатастрофи загинуло 14 людей, з них 1 дитина та 10 осіб, що перебували на борту вертольоту. Травмовано 25 осіб (з них 14 дорослих та 11 дітей), яких госпіталізовано до лікарень. На борту гелікоптера перебувало керівництво Міністерства внутрішніх справ України: міністр Внутрішніх Справ Денис Монастирський, перший заступник міністра Євгеній Єнін та державний секретар Юрій Лубкович, які прямували до Харкова, всі вони загинули. Міською владою було оголошено триденну жалобу за загиблими в авіакатастрофі.

## Економіка

### Транспорт
Бровари перетинає автошлях міжнародного значення М01 (Київ — Чернігів — Нові Яриловичі), який є частиною Європейських автомобільних шляхів E95 та E101, автошлях національного значення Н07 (Київ — Суми — Юнаківка).
Через місто проходить залізнична лінія Дарниця — Ніжин. У межах Броварів на ній розташовані станція Бровари та зупинна платформа Княжичі». Залізничний рух в Броварах функціонує з 1868 року, електрифікований в 1957 році.
Основний громадський транспорт міста: Броварське маршрутне таксі забезпечують як внутрішньоміські перевезення пасажирів, так і сполучення міста з Києвом та деякими селами Броварського району. Станом на 2024 рік діють 4 внутрішньоміських, 12 нетранзитних приміських автобусних маршрутів, що сполучають із Києвом, та 4 приміських внутрішньорайонних маршрутів. Автопарк налічує понад 300 автобусів і маршруток, в основному: Богдан А092, Ataman А092H6, ЗАЗ А07А І-Ван, БАЗ-А079, Рута 25 та декількох десятків інших автобусів.
У 1913—1941 роках місто було сполучене з Києвом трамвайною лінією, а у 1935—1941 діяв Броварський аеропорт.
У планах будівництво тролейбусної лінії Київ — Бровари.
Станом на січень 2019 року в місті діють 7 електрозаправок.

### Промисловість

Вертоліт Softex-Aero VV-2, що виготовляється в Броварах

Бровари — значний економічний центр Київщини, у місті нараховується 2987 підприємств та організацій. Значного розвитку тут набули хімічна промисловість, машинобудування, капітальне будівництво житла, деревообробка. Підприємства харчової промисловості забезпечують місцеві потреби. Під Броварами у Великій Димерці працює великий завод з виробництва безалкогольних і газованих напоїв компанії Кока-Кола ІП «Кока-Кола Беверіджиз Україна лімітед». Бровари посідають перше місце в Київській області за прямими іноземними інвестиціями.
Провідними підприємствами і виробництвами, у тому числі і бюджетоутворюючими для міста, у Броварах є:
- Казенний завод порошкової металургії (Броварський Завод Порошкової Металургії — БЗПМ);
- ВАТ «Броварський Завод Будівельних Конструкцій»;
- ЗАТ «Броварський завод пластмас»;
- ВАТ «Броварський шиноремонтний завод»;
- ВАТ «Броварський завод комунального обладнання»;
- СП «Броварський завод торгового машинобудування»;
- ДП «MERX»;
- ТОВ «Броварський домобудівельний комбінат „Меркурій“»;
- ВАТ «Кранобудівна фірма „Стріла“»;
- КП «Київський завод алюмінієвих будівельних конструкцій»;
- ВАТ «Броварська друкарня»;
- Дочірнє підприємство «Зееландія»;
- ТОВ «Київгума»;
- Броварська меблева фабрика «Meblissimo»;
- ТОВ «Хімлаборреактив».[191]

Широковідомою є продукція броварських підприємств — вироби із вуглецевих матеріалів, тугоплавких з'єднань, труби з термопластів, плівки полімерні, крани на автомобільному ходу, камери холодильні, меблі, бланки, трикотаж, газетна продукція, хлібобулочні вироби, молочні продукти. Також в місті розташовані три з десяти найбільш успішних в Україні підприємств з виробництва взуття.
З 2010 року компанія Softex-Aero виготовляє в Броварах багатоцільові гелікоптери: VV-2, V-52, V-22 та літаки бізнес-класу: V-24/V-24L.
З 2018 року компанія ТДС Укрспецтехніка розпочала виробництво спеціальної та комунальної техніки.
В 2020 році на підприємстві Політехносервіс в Броварах почали виробництво тролейбусів власної марки PTS. Перший серійний тролейбус був виготовлений на замовлення Харкова.

### Будівництво

Будівництво нового району в Броварах (2015 рік)

На території Броварів розташований житлобудівний комбінат ДСК; у місті високі темпи будівництва. За кількістю новобудов Бровари посідає друге місце в Україні (поступаючись лише столиці місту Києву).
Вже 1986 року в місті Бровари існувала 16-типоверхівка (рідкість на той час для українських райцентрів). 2009 року збудовано висотний комплекс «Купава» (21 поверх) — свого часу найбільший житловий комплекс районного значення. Капітальне будівництво, зокрема, зведення житлових висоток, не припинялось в місті і за умов економічної кризи 2008—2009 років. З 2008 року в Броварах триває будівництво нових мікрорайонів (будинки 10—30 поверхів), планується, що з будівництвом населення міста досягне 200 000 мешканців.
В 2014—2017 роках ведеться будівництво одразу трьох висотних кварталів 24-27 поверхів: «Зелений», «Лісовий» і «Олімпійський». Бровари є одним з шести міст України, де будують будівлі, вищі 25 поверхів.
В березні 2016 року розпочалося будівництво найбільшого в Київській області житлового містечка «Скандія», що включає 100 семиповерхових будівель, розрахованих на 25 тисяч нових жителів.
Навесні 2017 року в Броварах почалось будівництво 26-поверхового хмарочоса «А-12».
В квітні—травні 2018 року стартувало спорудження 26-поверхового комплексу «А-12 на Симоненка» та 27-поверхових комплексів «Атлант» на Київській
Докладніше: Список найвищих будівель Броварів

### Міський бюджет
| 2011                       | 2012                       | 2013                       | 2014                       | 2015                       | 2016                       | 2017                        | 2018                        | 2019                        | 2020                        |
| -------------------------- | -------------------------- | -------------------------- | -------------------------- | -------------------------- | -------------------------- | --------------------------- | --------------------------- | --------------------------- | --------------------------- |
| 252,3 млн ▲ ($31,69 млн ▲) | 388,4 млн ▲ ($48,61 млн ▲) | 262,1 млн ▼ ($32,80 млн ▼) | 473,2 млн ▲ ($39,79 млн ▲) | 655,3 млн ▲ ($30,00 млн ▼) | 957,1 млн ▲ ($37,46 млн ▲) | 1,217 млрд ▲ ($45,77 млн ▲) | 1,328 млрд ▲ ($48,82 млн ▲) | 1,414 млрд ▲ ($54,74 млн ▲) | 1,335 млрд ▼ ($49,52 млн ▼) |

| 2011                       | 2012                       | 2013                       | 2014                       | 2015                       | 2016                       | 2017                        | 2018                        | 2019                        | 2020                        |
| -------------------------- | -------------------------- | -------------------------- | -------------------------- | -------------------------- | -------------------------- | --------------------------- | --------------------------- | --------------------------- | --------------------------- |
| 238,8 млн ▲ ($29,72 млн ▲) | 375,4 млн ▲ ($46,98 млн ▲) | 307,2 млн ▼ ($38,43 млн ▼) | 477,0 млн ▲ ($40,13 млн ▲) | 629,4 млн ▲ ($28,81 млн ▼) | 877,2 млн ▲ ($34,33 млн ▲) | 1,199 млрд ▲ ($45,08 млн ▲) | 1,402 млрд ▲ ($51,54 млн ▲) | 1,457 млрд ▲ ($56,37 млн ▲) | 1,321 млрд ▼ ($48,99 млн ▼) |

На сайті Open Budget розміщено докладні відомості про поточний стан виконання доходної і витратної частини бюджету міста Бровари.

## Туризм

ТРЦ «Термінал»

Туризм в Броварах виражений в розважальному типі міста, сюди з'їжджаються люди з інших міст у пошуках розваг і відпочинку оскільки в місті знаходяться численні заклади розважального типу. Одним з відомих закладів активного відпочинку у місті є «Сапсан–спорт» — стрілецький клуб, де тренується Олімпійська і Параолімпійська збірні України, заклад надає послуги з тренування у стрільбі, водіння військової техніки і конної їзди.
Станом на 2015 рік у місті діють 11 готелів, мотелів і хостелів:
3 зіркові — «Ландхаус», «Венський», «Гранд Спорт». Інші — «Петровський Бровар», «Круїз», «Княжий Двір», «Піраміда», «Едем», «У лісі». Хостели — «Термінал». Мотелі — «З легким паром»
| 2007 | 2008 | 2009 | 2010 | 2011 | 2012 | 2013 |
| ---- | ---- | ---- | ---- | ---- | ---- | ---- |
| ▲39  | ▼49  | ▲30  | ▬30  | ▼33  | ▲24  | -    |

## Медицина
Першим і єдиним лікарем у Броварах у 1904 році був Ісаак Фельдман, який одночасно виконував обов'язки і терапевта, і хірурга, і акушера-гінеколога, і невропатолога. У 1911 році земство збудувало амбулаторію, де вже працювало 3 фельдшери.
Хронологія розширення медичної допомоги в місті:
- У 1926 році в амбулаторії організований стаціонар на 10 ліжок, а через 2 роки їх кількість збільшилась до 25.
- У 1971 році побудовано типовий корпус з інфекційним корпусом (всього на 240 ліжок) та будівля поліклініки на 250 відвідувань в зміну.
- У 1979 році введений в експлуатацію терапевтичний корпус на 240 ліжок.
- У 1981 році введено в дію новозбудований корпус пологового будинку.
- У 1991 році закінчено будівництво і введено в дію дитячу лікарню.
- У 1996 році завершено будівництво нового хірургічного корпусу.
- У 1998 році побудовано гуртожиток ЦРЛ.
- У 2007 році відкрито амбулаторію сімейної медицини в районі житлового масиву «Торгмаш».
- У 2011 році завершено будівництво нової районної поліклініки на 1200 відвідувань в зміну із денним стаціонаром на 30 ліжок.
- У жовтні 2022 року в Броварах тимчасово відкрили багатопрофільну лікарню інтенсивного лікування м.Бахмут. Її відкрили лікарі-ВПО, що переселилися в місто.

На сьогодні центральна районна лікарня є потужним медичним закладом на 785 ліжок, з яких 125 в дитячій лікарні (всього в районі 900 ліжок, з них: 115 ліжок в сільських дільничних лікарнях), який забезпечує медичне обслуговування населення Броварів і Броварського району.

## ЗМІ
У Броварах працюють різні засоби масової інформації: новинні сайти, видаються газети, діють радіо- і телестанції, у тому числі місцеві.

### Інтернет-ЗМІ
- «Трибуна Бровари» — інформаційно-аналітичне інтернет-видання Броварів;
- «Бровари Today» – регіональне інформаційне новинне видання;
- «At Brovary» — новини Броварів та Броварщини (закрите, станом на 2020 рік);
- «Броварський Спортивний Портал» — інформаційно-аналітичне спортивне видання;
- «Маєш право знати» (3 2011 по 2017 роки) — інформаційно-аналітичне громадсько-політичне видання;
- «Тиждень Бровари» (станом на 2019 рік закрите) — інформаційне щотижневе видання;
- «Громадський Ревізор» (з 2014 року) — загальнополітичне щотижневе видання.

### Газети, журнали
- газета «Нове життя» (з 1937 року) — найдавніше видання Броварів та Броварського району;
- газета «Броварська панорама» — газета Броварської міської ради;
- газета «Громадський захист Київщини» — інформаційно-аналітичне видання;
- «Громадський Ревізор» — загальнополітичне щотижневе видання.

### Радіомовлення

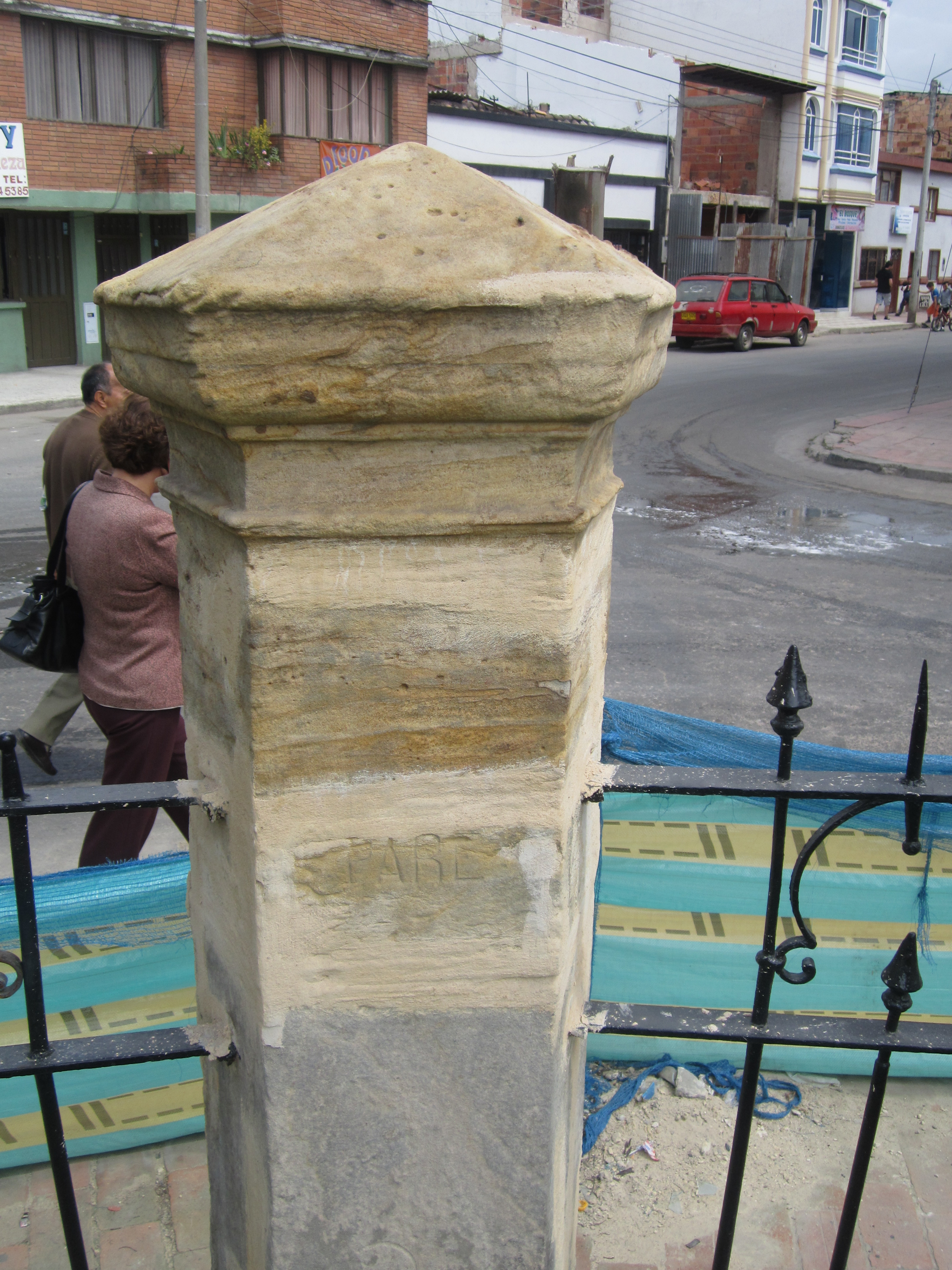
Броварська радіощогла, висота 260 м,
(існувала 1972—2013 роки)

Радіозв'язок в Броварах з'явився в грудні 1926 року. Бровари — в минулому, потужний радіокомунікаційний центр, оскільки мав десяток радіопередавальних веж й інших радіокомунікаційних будівель.
Будівництво центру розпочалося в 1931 році (одночасно з будівництвом Радіодому на Хрещатику, 26). У червні 1936 року розпочалися перші випробувальні радіопередачі. Тоді це був передавач з сітковою модуляцією потужністю 150 кВт.
З 1955 року в Броварах збудували «Об'єкт 10» — потужний радіоглушильний центр, який складався з чотирьох 115-метрових радіовеж, оснащених передавачами «Сніг». За допомогою цього пристрою велися глушильні операції проти «ворожих радіохвиль». Пізніше, в 1962 році були встановлені дві радіощогли по 150 метрів висотою, ПК-2 і ПК-1.
Головним радіокомунікаційним підприємством був Броварський радіопередавальний центр, що мав в арсеналі дві потужні вежі (260 і 180 метрів), перша, 260-метрова, на момент побудови, була 4-ю найвищою конструкцією України. В останні роки свого існування вежі передавали в ефір радіо Промінь (549 кГЦ), «БІ-БІ-СІ UA», «БИ-БИ-СИ (RU)», «BBC WORLD SERVICE» (594 кГЦ), «НРКУ 1» — «Перший Національний Канал» (207 кГЦ) і ще декілька радіопередач.
З 2009 року компанія «BBC WORLD SERVICE» урізала кошти в результаті чого майже повністю свою діяльність припинили обидві радіостанції. До 2014 року всі об'єкти радіостанції були демонтовані.
Місто також обладнано вежами мобільного радіозв'язку, працюють телефон і радіоприймач. 23 квітня 2015 року в Броварах почав першим в Україні працювати у тестовому режимі UMTS (3G) зв'язок від Київстар.
21 травня 2018 року в Броварах з'явився 4G зв'язок від Vodafone Україна.

### Телебачення

#### ЕКТА

Емблема телеканалу «ЕКТА»

Емблема інтернет-телеканалу «HromadskeBro»

З 2002 року у Броварах почав мовлення внутрішньоміський телеканал «ЕКТА ТОВ». Антена потужністю 100 Вт надає можливість покриття броварського телеканалу у Києві та Броварському районі. ЕКТА ретранслює й інші українські і зарубіжні 33 телеканали: Інтер, 1+1, ICTV тощо.
До лютого 2014 року на телеканалі було відсутнє всебічне висвітлення інформації, опозиційні сили до мера Ігоря Сапожка та місцевого осередку Партії регіонів не мали можливості бути об'єктивно представленими і показаними у новинах каналу «Наше місто» та в інших сюжетах.
23 лютого 2014 року активісти Броварської народної ради взяли під свій контроль телестудію «Наше місто», однак вже наступного дня нових журналістів, які взялись відновлювати роботу телестудії, виганяють невідомі молодики під керівництвом депутата Броварської районної ради Олега Кищука. Після цих подій обладнання телестудії опиняється у неробочому стані, телебачення не відновлюють. Надалі повідомляють про ліквідацію телестудії.

#### Броварське громадське телебачення
Із червня по листопад 2015 року в інтернеті мовило Броварське громадське телебачення.

## Освіта

Гімназія ім. С. І. Олійника

У Броварах діє достатньо розгалужена мережа освіти.
Мережа дошкільних і загально-освітніх закладів охоплює:
- два десятки дошкільних закладів;
- ліцеї в кількості 10 шкіл;
- приватну школу нового зразка;

Позашкільними закладами освіти для талановитих дітей є:
- Будинок дитячої та юнацької творчості [Архівовано 10 травня 2022 у Wayback Machine.]
- 2 дитячо-юнацькі спортивні школи;
- Броварська міська дитяча школа мистецтв;
- Броварська міська дитяча музична школа;
- Дитячий естетико-натуралістичний центр «Камелія».

Спеціальну середню і вищу освіту можна здобути в таких закладах освіти і філіях інших вишів у місті:
- Поліцейський фінансово-правовий коледж;
- Професійне технічне училище № 4;
- Броварське вище училище фізичної культури;
- Економіко-технологічний університет;
- Броварське представництво вищого навчального закладу «Відкритий міжнародний університет розвитку людини „Україна“».

У 2017 році почалось перше з 1989 року будівництво школи за адресою: вулиця Симона Петлюри, 17-Б. Це корпус для навчальних класів середньої школи № 10, який розрахований на 960 учнів. Планується також будівництво школи на 2640 учнів за адресою: вулиця Василя Симоненка, 103.

## Культура, дозвілля і духовність

Броварський краєзнавчий музей

Місто Бровари надає своїм мешканцям і гостям міста різноманітні можливості для культурного відпочинку і дозвілля, задоволення духовних потреб.

### Заклади культури і дозвілля
У місті працюють заклади культури клубного типу, у тому числі і районний, ряд музеїв — державний і декілька, у тому числі кімнат-музеїв на громадських засадах.
Традиційно центром виховання любові до рідного міста, прищеплення знань з історії та культури Лівобережжя Київщини є Броварський краєзнавчий музей.
Від 2005 року великим осередком сучасного дозвілля не лише для містян, а й приїжджих спеціально гостей зі столиці став торгово-розважальний центр «Термінал» (один із найбільших у державі), де функціонують кінотеатр «Баттерфляй Бровари», боулінг-клуб, картинг-центр, популярна ковзанка, різноманітні ігрові автомати; також працюють продуктовий мережевий супермаркет, великий мережевий магазин побутової техніки та електроніки, численні магазинні бутики популярних брендів (переважно одягу), готель тощо.
Одним з головних місцем відпочинку броварчан і візитівкою міста є Парк «Перемоги», де не лише приємно відпочити після трудового будня або у вихідні, а й відбуваються чи не всі міські свята й народні гуляння, зокрема День міста.

### День міста
День міста Броварів щорічно припадає на третій тиждень вересня. До нього готуються за декілька днів. Вранці наводиться лад на міських шляхах, вулиці міста прибираються і прикрашаються жовто-блакитними державними прапорами. До міста запрошують відомих співаків і організовують святкове шоу, невід'ємним кінцевим акордом якого стає феєрверк.
2007 року на день міста було виготовлено 600-кілограмовий торт. Після відкриття свята всі охочі могли поласувати виробом місцевих кондитерів. Того ж дня було виконано надзвичайний салют, найбільший за історію міста, який тривав близько 15 хвилин. Його вартість перевищувала 3 млн гривень.
2008 року, на 378-му річницю Броварів, організатори святкування виготовили скульптуру з повітряних кульок, що зображала герб і прапор Броварів. Крім того, гімн Броварів був виконаний хором з 5000 школярів. Ці події увійшли в історію як три рекорди України.
2010 року, на 380-річчя міста, був проведений Парад історії, у якому взяли участь 2000 броварчан. Ця подія увійшла в «Книгу рекордів України» як найбільший історичний парад в Україні.

### Спорт

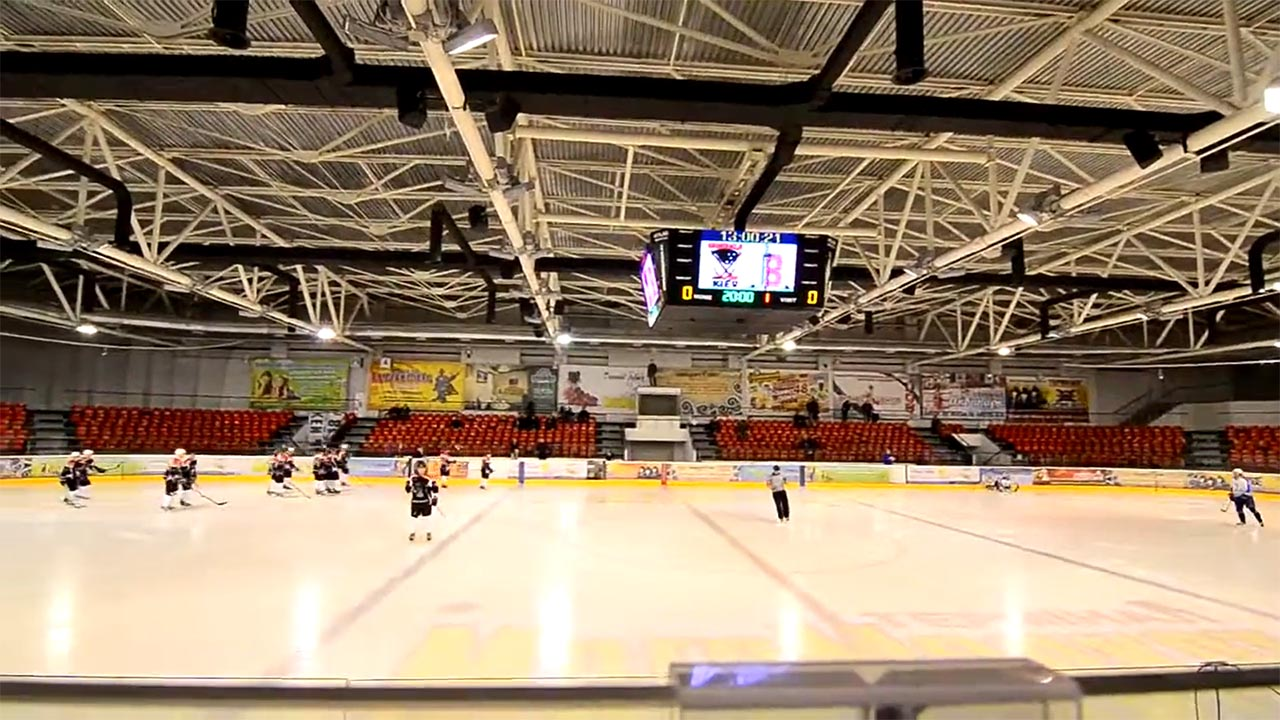
Льодова арена «Термінал» Бровари

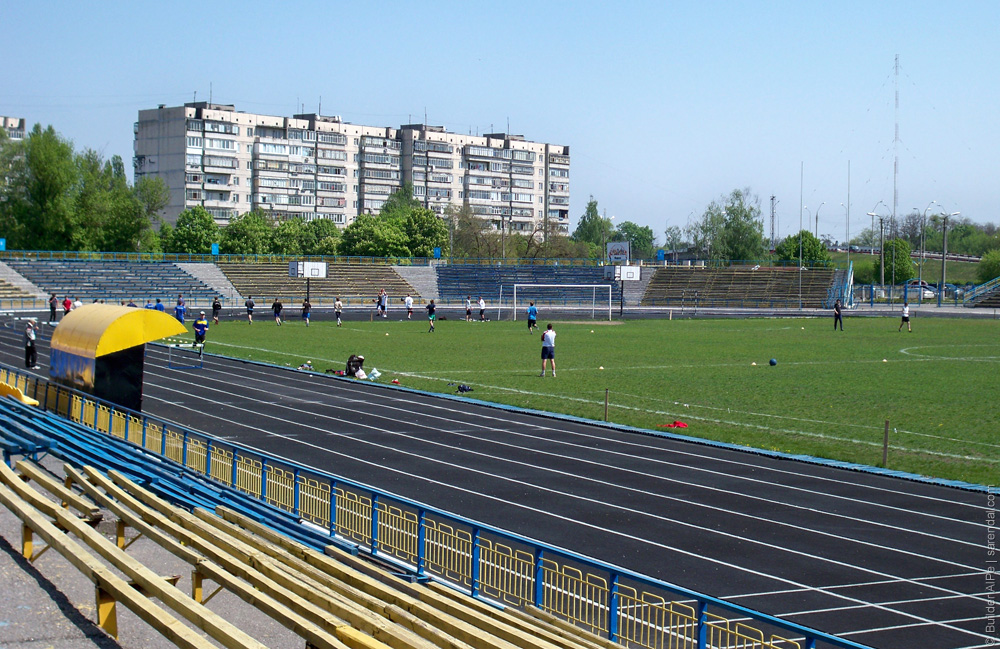
Стадіон «Спартак»

Бровари мають славні спортивні традиції. Вихованці місцевого училища олімпійського резерву по праву є гордістю України. Прикметно, що спорт у Броварах розвивався навіть у важкі економічно 1990-ті роки, продовжує розвиватися і тепер, у тому числі і стараннями всесвітньо відомих спортсменів (причому у багатьох видах спорту), що, не в останню чергу, зобов'язані місту, яке виховало і сформувало їх як представників спорту високих досягнень. Найвідомішими сучасними спортсменами, які, у тому числі сприяють розвиткові спортивних традицій Броварів, є всесвітньо знаний боксер Володимир Кличко і майстер вищого класу з плавання Олег Лісогор.
Осередками і матеріальною базою розвитку спорту в місті є: 2 дитячо-юнацькі спортивні школи, Броварське вище училище фізичної культури, 2 спорткомплекси, зал боксу, стадіон, льодова ковзанка ТРЦ «Термінал», шаховий клуб, айкідо тощо.
У місті діють ХК «Білий Барс», ФК Бровари, гандбольний клуб «Будівельник» та ще декілька команд. Футбольні змагання проводяться на стадіоні «Спартак», розрахований на 7000 глядачів.
Від осені 2009 року на базі ковзанки в «Терміналі» у місті відкрилась перша українська Академія фігурного катання (в тому числі і завдяки сприянню Національної федерації з фігурного катання), головним тренером і організатором занять у якій є уславлений український фігурист, олімпійський призер Руслан Гончаров.
На льодовій арені ТРЦ «Термінал» 22—28 березня 2010 року проходив юніорський чемпіонат світу з хокею із шайбою 2010 у II дивізіоні (група B).
4 грудня 2010 року на арені Терміналу в Броварах за титул Чемпіона світу за версією IBO у першій середній вазі боролися боксер з Чечні Заурбек Байсангуров та його візаві з Колумбії Річард Гутьєррес. На цей бій приїхав подивитись президент Чечні Рамзан Кадиров, з міркувань безпеки, для чеченського лідера держохорона України повністю перекрила дорогу від Броварів до Києва. Його кортеж налічував 24 автомобілі.
14 грудня 2013 року в Броварах (арені Терміналу) Олександр Усик здобув другу перемогу у своїй кар'єрі на професіональному рингу над Епіфаніо Мендозою.
17 березня 2018 року броварчанин Григорій Вовчинський на Параолімпіаді-2018 у Пхьончхані здобув срібну нагороду у лижних гонках (10 кілометрів) серед спортсменів у категорії «стоячи».

### Бровари в кіно
- Винищувачі (рос. «Истребители») (1939) — радянський художній фільм, став лідером прокату 1940 року, в СРСР, зйомки проводились на території броварського аеропорту.
- Будні (рос. «Будни») (1940) — радянський художній фільм, зйомки проводились на території броварського аеропорту[250].
- Пульс (2021) — повнометражна спортивна драма, знімання якої частково відбувалися в Броварах, на стадіоні Спартак[251].
- Капітан Бровари (2023) — короткометражний фільм, в жанрі мок'юментарі. Всі події фільму відбуваються в Броварах, в кадрі часто з'являються впізнавані краєвиди міста[252].

## Безпека

### Пожежно-рятувальна служба
До складу місцевого МНС входять дві пожежні частини: До складу управління входять 10-ПДПЧ (вул. Симона Петлюри, 11а) та ППЧ-46 (вул. Ярослава Мудрого, 55).
Склад рятувальної техніки налічує 19 одиниць, у тому числі різних пожежних автомобілів, автоцистерн, автодрабин і один пожежний човен.

### Охорона правопорядку
В Броварах існує 14 поліцейських установ: таких як відділи МВС, ДАІ, СБУ, державної охорони, митниці.
По вулиці Ярослава Мудрого, 24 знаходиться Броварський районний відділ ГУ МВС України в Київській області, Броварський міжрегіональний відділ управління по боротьбі з організованою злочинністю ГУ МВС України, Відділ державної служби Боротьби з економічними злочинами.
Під час Євромайдану, по вулиця Постишева, 1 (теперішня назва Аркадія Голуба) в Броварах базувалась Оперативна рота № 1 батальйону міліції особливого призначення «Беркут».
1 лютого 2016 року, у рамках реформи української поліції в місті створені перші поліцейські групи швидкого реагування.

## Архітектура
Сучасна архітектура міста в основному виражена в багатоповерховій та приватній забудові, оскільки історичний центр був частково зруйнований комуністичною владою в 1920-ті—1930-ті роки, та повністю знищений німецьким бомбардуванням 1941 року. З довоєнних будівель залишилось лише декілька будівель збудованих в 1930—1940-х роках.
В кожному районі помітна відмінність забудови, наприклад райони Торгмаш і Масив в основному забудовані багатоповерхівками 9—27 поверхів, Старий центр — 5 поверхівками, а інші райони — приватними будинками до 5 поверхів.
З кінця 1990-х років в місті активно будуються релігійні споруди, станом на 2016 рік в Броварах існує 11 церков і храмів.

### Пам'ятники

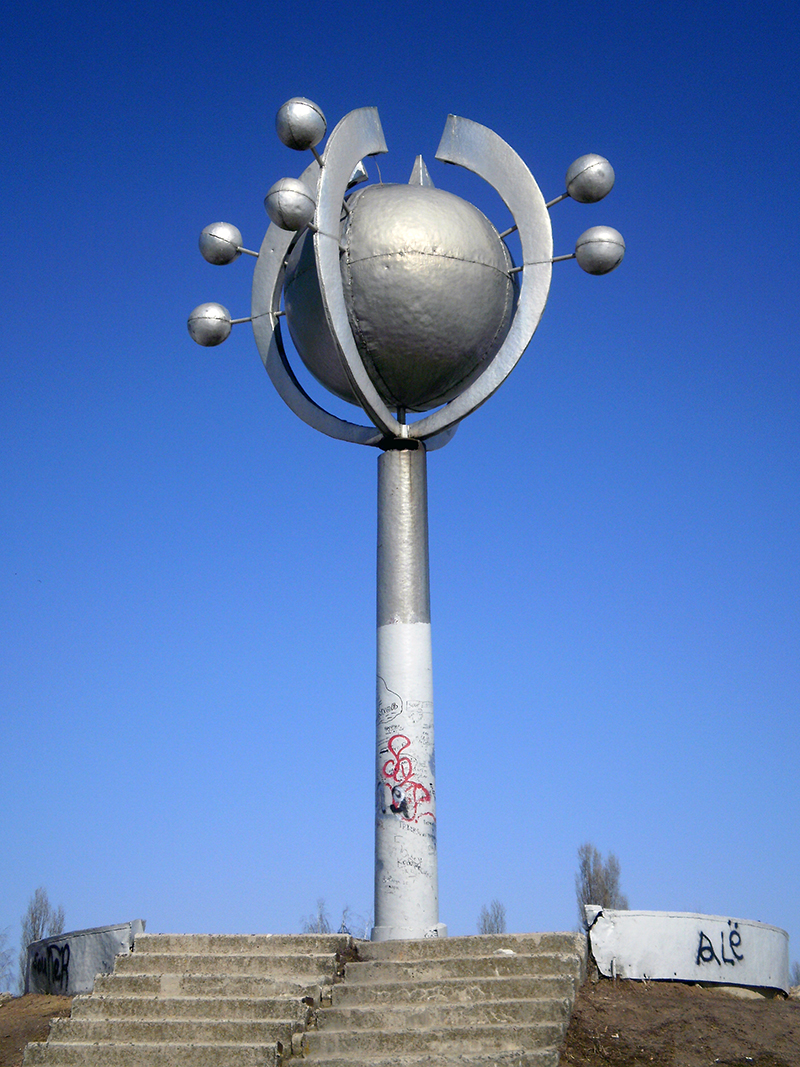
Пам'ятник сонячній системі (в народі носить назву «Чупа-Чупс»)

У місті споруджено низку пам'ятників і пам'ятних знаків. Багато з них зосереджено в міських скверах і парках, зокрема в Парку «Перемоги». У проведеному в травні 2022 року опитуванні містян (взяло участь понад 11 800 жителів громади) 73% висловилися за демонтаж радянської військової техніки з парку «Перемога». Відповідним рішенням виконкому 27 травня 2022 року було ухвалено рішення прибрати її з найпопулярнішого міста відпочинку броварчан.
У місті присутні пам'ятники на честь радянських вояків, загиблих під час Другої світової війни, воїнам-інтернаціоналістам, Т. Г. Шевченкові, хрести на місці двох поховань жертв Голодомору 1932-33 рр. та пам'ятник-хрест жертвам Голодомору та політичних репресій, жертвам Чорнобиля, Євромайдану тощо.
Також у місті стояв пам'ятник В. І. Леніну, який, попри те, що з № 856/2008 та № 432/2009, мав би бути демонтований раніше, був повалений 21 лютого 2014 року.

### Культові споруди
Майже всі культові споруди є новобудовами кінця 1990-х — 2010-х років. Рішенням Броварської міської ради від 6 травня 2022 року прийнято рішення про призупинення діяльності Української Православної Церкві (руської православної церкви в Україні) до закінчення дії воєнного стану на території міської громади.

На фото (зліва направо):
| #  | Назва                                              | Конфесія                                 | Дата побудови           | Деталі |
| -- | -------------------------------------------------- | ---------------------------------------- | ----------------------- | --- |
| 1  | Храм Покрови Пресвятої Богородиці                  | Православна церква України               | 19.05.2005 — 12.10.2008 | Служби проводяться українською мовою. У 2008 році, на території церкви відкрито пам'ятник жертвам Голодомору 1932-33 рр. та політичних репресій. |
| 2  | Храм святого Апостола Іоанна Богослова             | Російська православна церква в Україні   | 16.02.2006 — 12.11.2006 | Побудований в 2006 році разом із відкриттям ТРЦ «Термінал». Служби проводяться по суботах, неділях та у святкові дні. |
| 3  | Церква Святих Петра і Павла                        | Російська православна церква в Україні   | 06.11.1990 — 13.02.2004 | Збудована у стилі українського бароко, спочатку будувалась як Троїцька. 23 грудня 1999 року було закладено першу цеглину та капсулу часу вже у фундамент з палями. Раніше однойменна церква була відкрита 1648 року (Історичне розташування — на місці міськрайонної прокуратури в районі Старого Центру) — була знищена під час пожежі 1814 року, перебудована в 1823, оновлена в 1900—1902 роках. Знищена радянською владою 1937 року.. |
| 4  | Свято-Троїцька церква                              | Російська православна церква в Україні   | 2002 — 06.12.2005       | Сучасна будівля збудована по вулиці Євгенія Зеленського. Однойменна церква була збудована першою у місті в 1462 році по вулиці Старотроїцькій, відбудована після пожежі 1631 року, 1859 перебудована на місці сучасної Площі Шевченка, зруйнована радянською владою в 1937 році. Але вже в 1942 році міська влада дозволила відкрити церкву і навіть виділила їй занедбаний сарай машино-тракторної станції. Тут церква проіснувала до 1949 року. У 1943 році після взяття міста червоною армією одна з парафіянок, мати страченого німцями броварчанина Івана Тонкого, віддає під будівництво храму Святої Трійці частину своєї ділянки. Цей храм і зібрав навколо себе православний прихід в Броварах, який був єдиним у місті до 1993 року. |
| 5  | Перша церква ЄХБ Бровари                           | Євангельські християни-баптисти          | до 2002                 | Розташована по вулиці Армії УНР. |
| 6  | Церква Благодать                                   | Євангельські християни-баптисти          | 10.1994 — 31.12.2004    | Перший господарський блок церкви був збудований 31 грудня 1994 року. Знаходиться по вулиці Ярослава Мудрого, 94. |
| 7  | Церква адвентистів Сьомого дня                     | Церква адвентистів сьомого дня           | до 2002                 | Розташована по вулиці Переяславський шлях. |
| 8  | Церква Ісуса Христа святих останніх днів           | Церква Ісуса Христа Святих останніх днів | до 2002                 | |
| 9  | Храм Святого Дмитра Солунського                    | Православна церква України               | 08.11.2003 — 09.02.2012 | Розташована на Торгмаші. |
| 10 | Храм Трьох Святителів                              | Українська греко-католицька церква       | 08.10.2017              | |
| 11 | Храм Святого Тарасія                               | Православна церква України               | 14.09.2013 — 13.09.2015 | |
| 12 | Храм на честь ікони Божої Матері «Скоропослушниці» | Російська православна церква в Україні   | 06.11.1990 — 05.01.1993 | Спочатку будувалася як тимчасова невелика церква, з 1993 року почалась її розбудова та розширення. Освячення добудованої церкви відбулося вже 22 травня 1998 року. Розташована на території Церкви Святих Петра і Павла. |
| 13 | Парафія Пресвятої Діви Марії Неустанної Допомоги   | Римо-католицька церква в Україні         | 12.07.2015 — будується  | Мурована каплиця збудована 2005 року. |
| 14 | Церква святої Варвари                              | Православна церква України               | 2016 — будується        | |

## Влада

### Міська

Склад Броварської міської ради обраної на місцевих виборах 17 січня 2021 року

Броварська міська рада — адміністративно-територіальна одиниця та орган місцевого самоврядування у складі Київської області. На місцевих виборах до міської ради обирається мер і 38 депутатів.
Склад Броварської міської ради обраної на місцевих виборах 17 січня 2021 року:
- Партія Команда Ігоря Сапожка «Єдність» — 12;
- Європейська солідарність — 5;

- За майбутнє — 4;
- Рідний дім — 4;
- Слуга народу — 4;
- Батьківщина — 3;
- Голос — 3;
- УДАР — 3.

- Солідарність — 8
- Єдність — 6
- Самопоміч — 5
- Батьківщина — 4
- ДемАльянс — 4
- Свобода — 4
- УКРОП — 3
- РПЛ — 2

### Районна
Броварській районній раді підпорядковані 3 селищні ради та 23 сільські ради, які об'єднують 45 населених пунктів. До Броварської районної ради на місцевих виборах обирається 36 депутатів.
Склад районної ради обраної 25 жовтня 2015 року:
- Солідарність — 7
- Наш край — 6
- РПЛ — 4
- Батьківщина — 3
- Свобода — 3
- Опозиційний блок — 3
- УКРОП — 2

|                                                |
| Приміщення броварських міської та районної рад |

|                                   |
| Установи Броварської міської ради |

## Відомі особистості
Див. також: Почесний громадянин міста Бровари

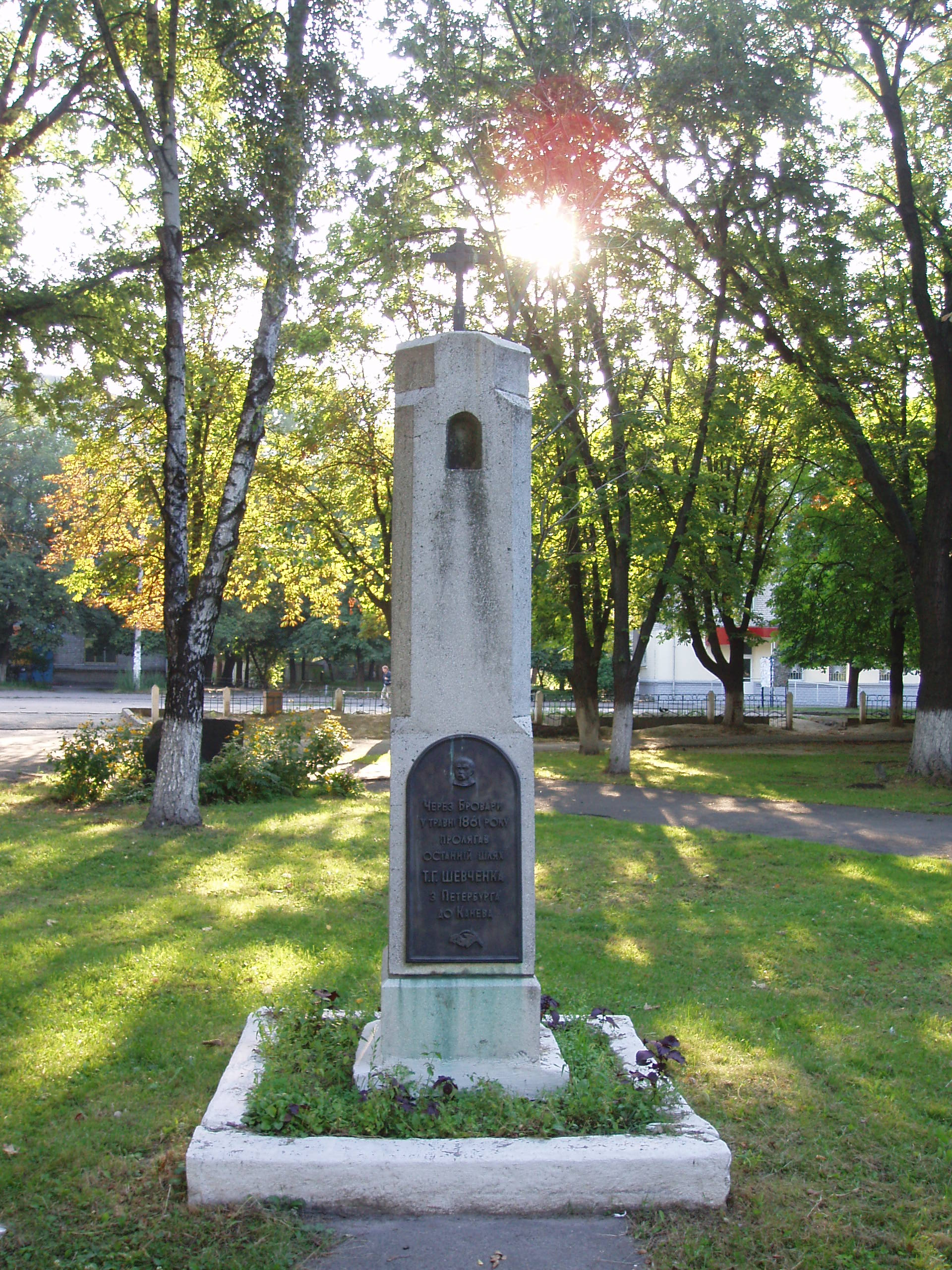
Пам'ятний знак на відзначення 150-ї річниці поховання Т. Г. Шевченка

1829 року український поет, митець і мислитель Тарас Шевченко вперше відвідує Бровари, 15-річний підліток у валці з іншими кріпаками іде за паном Енгельгардтом, який переїжджає у Вільно. Пізніше, у 1840-х він ще кілька разів відвідав Бровари та Броварщину, що знайшло відображення у його творах «Прогулка с удовольствием и не без морали», «Варнак», «Близнецы», «Сотник». Вже після смерті Шевченка, 19 травня 1861 року, процесія, що супроводжувала домовину поета, зупинялась у Броварах, її зустрічали студенти та представники інтелігенції міста Києва.
1936 року в місті було здійснено комплектацію трудової колонії № 5 НКВС, якою деякий час керував відомий педагог Антон Макаренко.
В місті народилися такі відомі люди як:
- Бабівський Руслан Геннадійович (1972—2016) — солдат Збройних сил України, учасник російсько-української війни.
- Буринський Олександр Вікторович (1996 — 2023) — лейтенант Збройних сил України, учасник російсько-української війни.
- Чепурний Дмитро Іванович (1908—1944) — український радянський поет і драматург.
- Гамалій Дмитро Михайлович (1919—1994) — відомий український краєзнавець, дослідник історії Броварщини, * шевченкознавець, член Всеукраїнської спілки краєзнавців.
- Манько Антон Андрійович (2001—2022) — солдат Збройних сил України, учасник російсько-української війни.
- Можайкіна Надія Семенівна (1939) — українська актриса, педагог.
- Кіптенко Вікторія Костянтинівна(1966) — український географ-країнознавець, кандидат географічних наук, доцент Київського національного університету імені Тараса Шевченка.
- Москаленко Сергій Миколайович (1969—2015) — солдат Збройних сил України, учасник російсько-української війни.
- Голуб Аркадій Юрійович (1979—2015) — солдат Збройних сил України, учасник російсько-української війни.
- Кадирова Жанна Ельфатівна (1981) — українська художниця та скульпторка.
- Наталі Більська — українська модель.
- Солошенко Леонтій Авксентійович (1923—1991) — український театральний редактор, критик.
- Янченко Дмитро Олександрович (1989—2015) — солдат Збройних сил України, учасник російсько-української війни.

В місті також народилась Галина Колотницька, медсестра лівійського диктатора Муаммара Каддафі.
В місті навчалися такі відомі люди як:
Зеленський Євгеній Олександрович (1991—2014) — старший лейтенант Сухопутних військ Збройних сил України, Герой України.
Багато визначних українських спортсменів є випускниками Броварського училища олімпійського резерву. Серед них:
- Володимир Кличко — бокс.
- Олександр Багач — штовхання ядра.
- Андрій Калашніков — греко-римська боротьба.
- Пінтусевич-Блок Жанна — легка атлетика.
- Олійник Марина Ігорівна (род. 1996) спортсменка, кандидат у міську раду, голова громадської організації.
- Олег Лісогор — плавання, народився також в Броварах.

В 1957—1979 роках в Броварах жила Ольга Гасин — підпільниця Організації українських націоналістів, зв'язкова Олекси Гасина та Романа Шухевича.

## Міста-побратими
За офіційною інформацією міськвиконком Броварів.
| Місто              | Країна    | Дата угоди      |
| ------------------ | --------- | --------------- |
| Фонтене-су-Буа     | Франція   | 27 червня 1986  |
| Хен'ян             | КНР       | 14 вересня 1995 |
| Рокфорд            | США       | 26 лютого 1996  |
| Сілламяе           | Естонія   | 20 вересня 2003 |
| Красницький повіт  | Польща    | 17 вересня 2005 |
| Гнєзненський повіт | Польща    | 12 червня 2009  |
| Тонала             | Мексика   | 10 серпня 2010  |
| Чжаньцзян          | КНР       | 11 жовтня 2013  |
| Санта-Марінелла    | Італія    | 7 липня 2015    |
| Гродзіський повіт  | Польща    | 1 червня 2017   |
| Такома             | США       | 14 серпня 2017  |
| Задар              | Хорватія  | 18 вересня 2018 |
| Ерланген           | Німеччина | 4 квітня 2023   |
| Єна                | Німеччина | 4 квітня 2023   |

30 вересня 2016 року, посилаючись на вторгнення російських військ в Україну, міський голова Броварів оголосив про розірвання угоди про співпрацю з російським містом Щолково, що існувала з 1992 року.
У 2022 році угода про співпрацю з містом Слуцьк (Білорусь) була розірвана за ініціативою міського голови Броварів у зв’язку з участю Білорусі, як союзника Pосійської Федерації, у війні проти України.

## Галерея

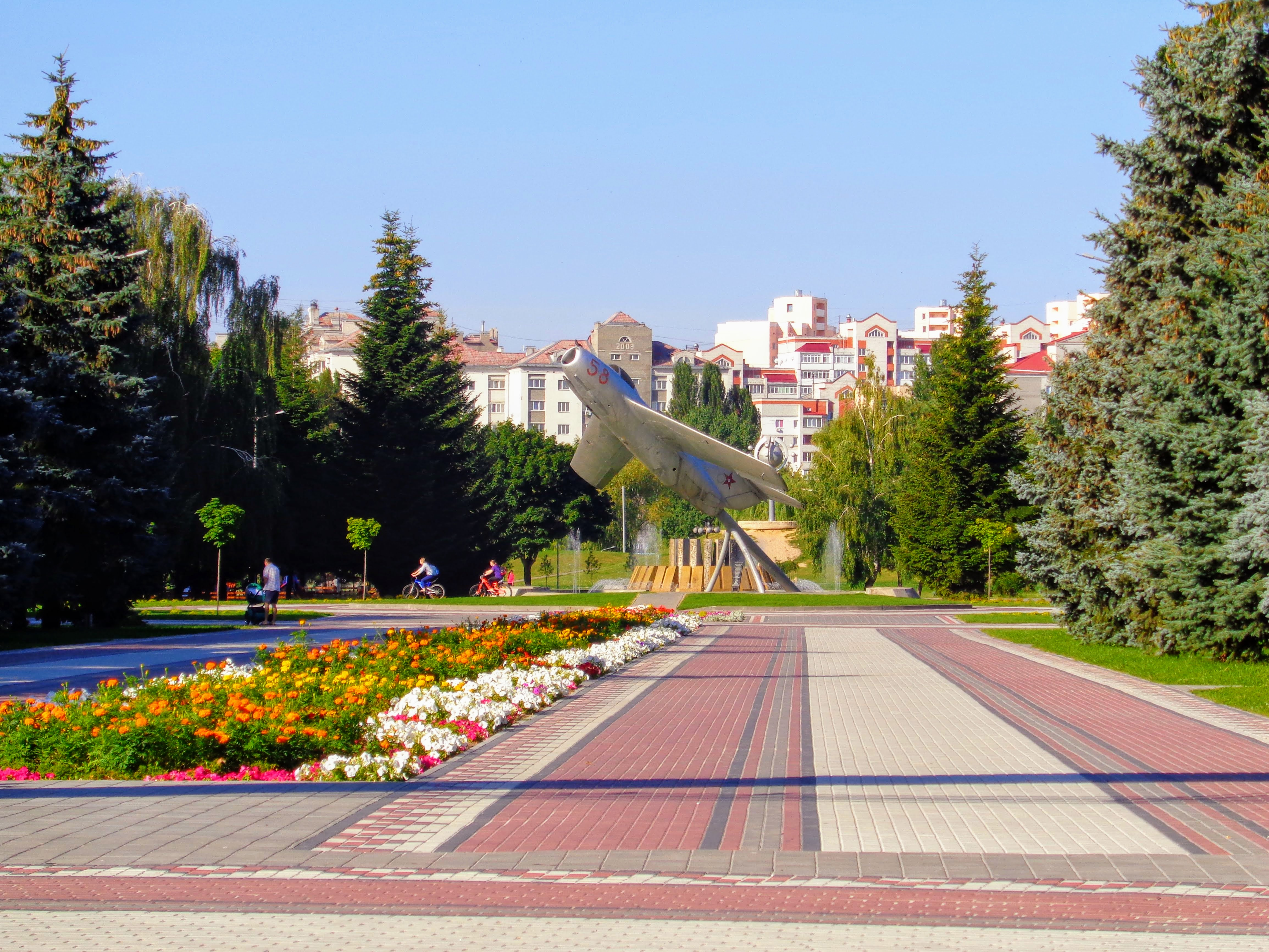
Парк «Перемоги»
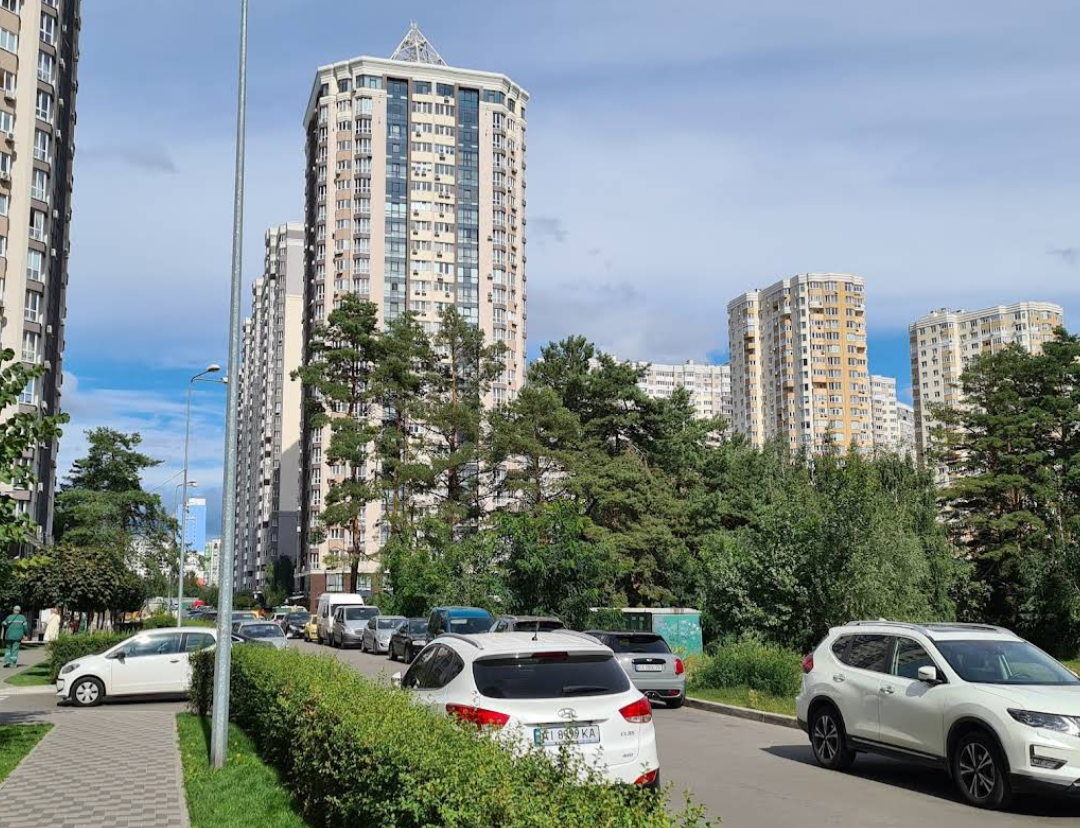
Новий район міста Бровари
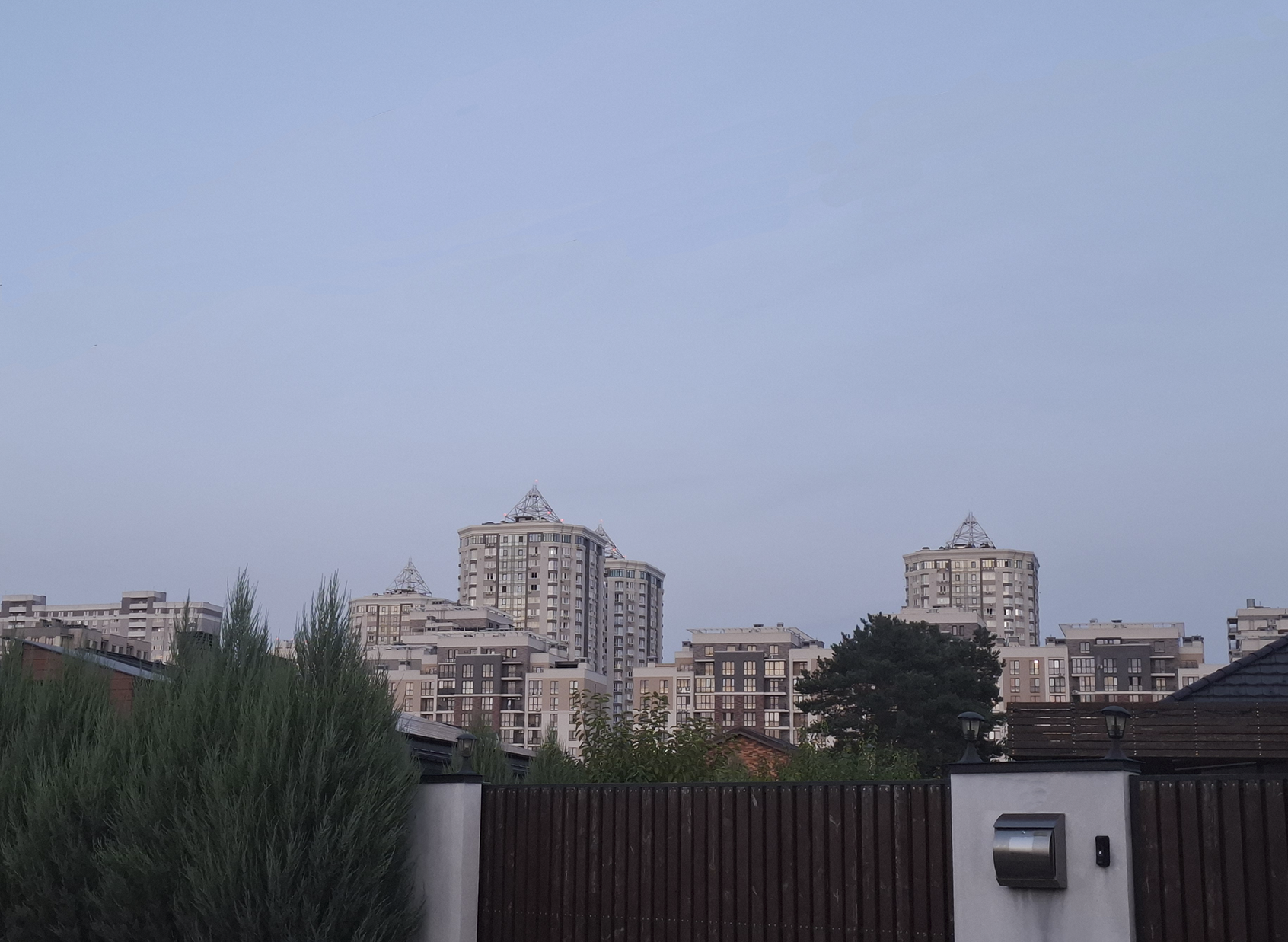
Вид на Бровари
Парк імені Тараса Шевченка
Бровари
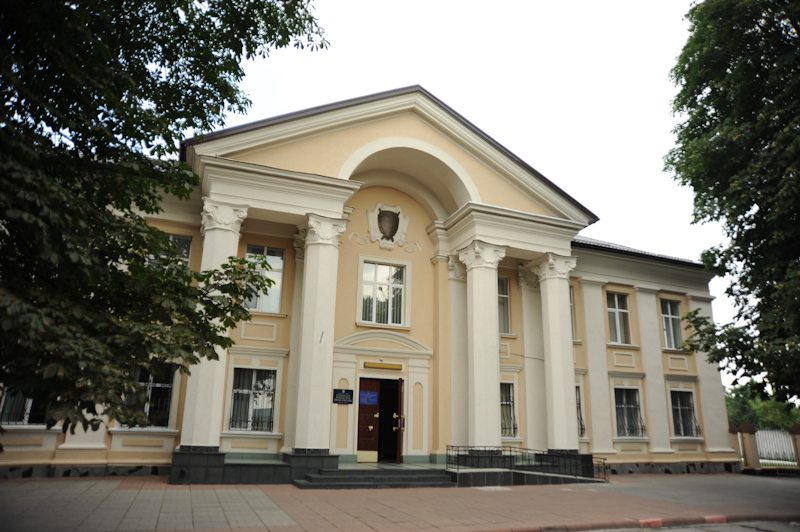
Броварська окружна прокуратура
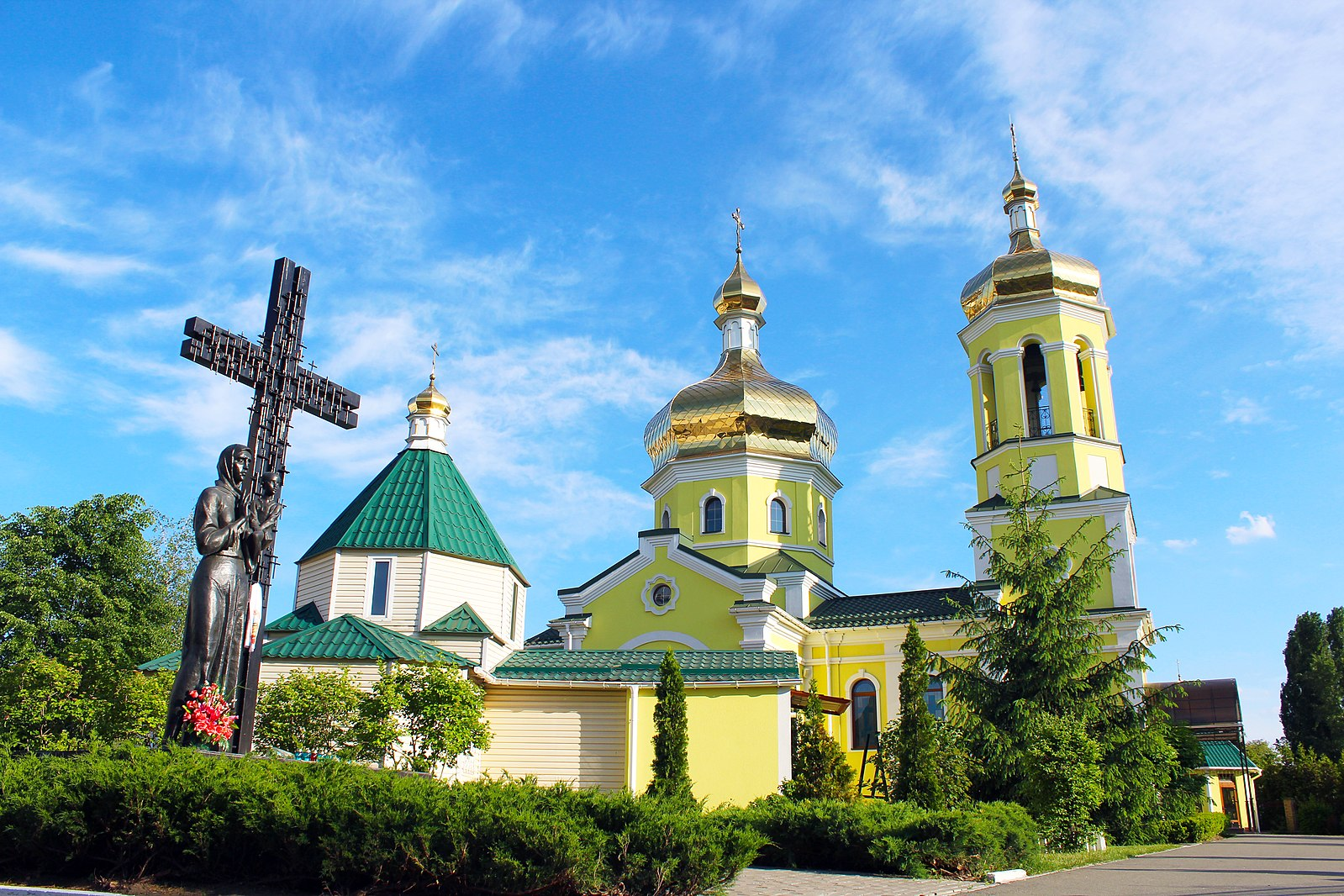
Свято-Покровський храм ПЦУ
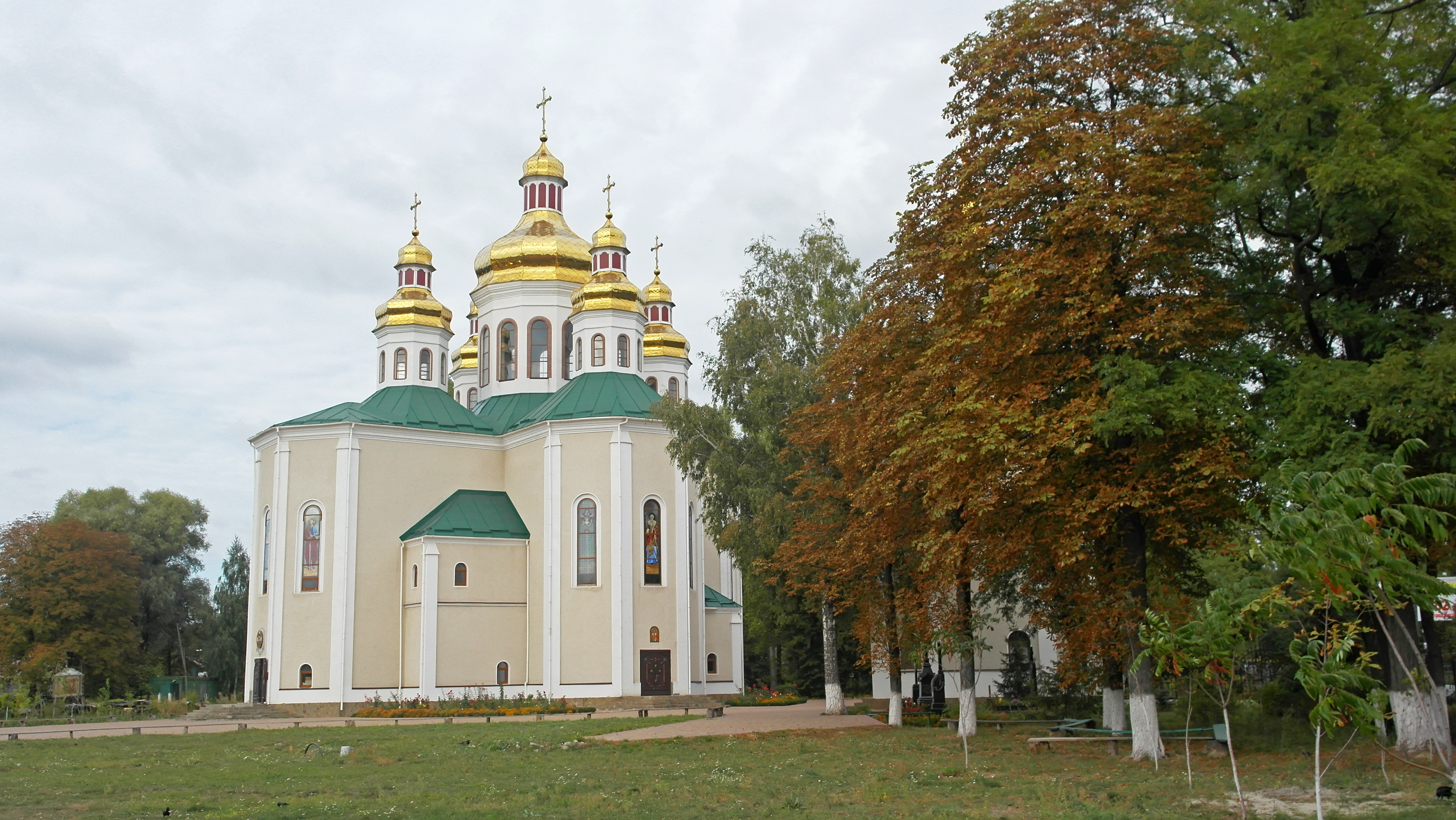
Собор святих апостолів Петра і Павла

## Примітки

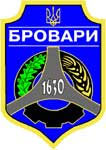
Герб Броварів до 2006 року